# リルリルフェアリル
リルリルフェアリル（Rilu Rilu Fairilu）は、サンリオとセガトイズが共同開発したキャラクター群。デザイナーは瀬谷愛。

## 概要
ジュエルペットに続くサンリオとセガトイズの共同開発プロジェクト第2弾として、2015年12月11日に発表された。2016年3月からサンリオがキャラクターグッズを発売するのを始め、エクサムのトレーディングカードアーケードゲーム『ジュエルペットと魔法のエプロン』でも2016年春から『リルリルフェアリル』のカードが追加され、また、テレビアニメの製作を始めとするメディアミックスも展開されている。
デビューした2016年、サンリオキャラクター大賞で26位にランキングされ、アグレッシブ烈子とともに新人賞を受賞した。なお、2017年度は20位、2018年度は22位、2019年度は35位、2020年度は44位であった。
2024年3月1日にサンリオピューロランド公式サイトにて、主要フェアリル6体を含む16キャラクターのキャラクターページの公開終了を発表。
韓国では、日本では実施されていない映画やミュージカルも展開されている。

## 基本設定
妖精の種「フェアリルシード」から生まれた「フェアリル」と呼ばれる妖精たちが暮らす世界「リトルフェアリル」を舞台に、花の妖精（フラワーフェアリル）のりっぷや仲間たちの日常を描く。
フェアリルは生まれながらにして「フェアリルキー」と呼ばれる鍵を所持しており、リトルフェアリルのどこかには必ずその鍵で開けられる「フェアリルドア」と呼ばれる扉が存在している。フェアリルたちはその扉を発見し、開いて通り抜けることで成長して行くが中には人間の世界に通じる扉もあるらしい。

## リトルフェアリル
フェアリル達の住んでいる世界。中央に巨大な樹『フェアリルツリー』が聳え立っている。 フェアリル達にはそれぞれ村があり、そこからセイントフェアリルスクールへと通っている。また、シャボリルという伝統的なスポーツが存在する。
フェアリルシード
フェアリルツリーに咲く花の種。その種からフェアリル達は生まれる。
ベイビーフェアリル
フェアリルの赤ちゃんのこと。生まれた時からそれぞれのフェアリルキーを身につけていて、生まれる直後に子供の姿に成長する。
フェアリルマジック
フェアリル達がフェアリルキーを使って発動する不思議な力のこと。力は月光浴で貯める。基本的に他人を助けるためのみにしか使えず、自分のためにフェアリルマジックを乱用するとビッグヒューマルとリトルフェアリルのバランスの崩壊の原因になると言われている。マジックも姿を消したり等、多種多様である。
呪文は「リルリルフェアリル」。リルリルフェアリルに続いて、種族特有の呪文を続けて唱える場合もある等、フェアリル達はいろいろな呪文を唱える。呪文の発動には、慣れないうちはフェアリルステッキの力を借りて、「リルリルフェアリル！」を付けなければならないが、身に着ければフェアリルステッキと「リルリルフェアリル！」という掛け声なしのうえ、「決まり文句」＋「掛け声」で発動できる。
ヒューマルもフェアリルキーがあれば魔法が使えるが、その魔法はバディのフェアリルの力を使用することになる。
フェアリルキー
各フェアリルが所持している鍵。フェアリルとバディになったヒューマルにも与えられるが、ヒューマルのフェアリルキーはバディを解消すると力を失い白く変色する。フェアリルマジックを使う際にも必要である。
鍵は性別や種族などによって、形状が決められている。
フェアリルドア
各フェアリルが所持してるドア。ビッグヒューマルに繋がる場合もある。
セイントフェアリルスクール
りっぷ達が通う学校。魔法学、占い学、変身学など、たくさんの勉強や経験を通じて、一人前のフェアリルを目指す場所。
授業で良い成績を収めた生徒には、中央にピンクのハート形の宝石をあしらったメダル・ハピネルビジューが贈られ、悪い生徒にはバツ型を模した黒い宝石・デトワルビジューが額や頭に刺さったり生えたりする。このビジューの数がスクールでの成績となる。
マジカルフェアリルスクール
第2期でりっぷたちが学ぶことになった学校。ミスターミミックの魔法によってセイントフェアリルスクールが変化したもの。生徒は全員寮で生活し、授業時には制服としてローブを羽織ることになっている。
シャボリル
リトルフェアリルの伝統的なスポーツ。各チーム6人の2チームで行う。
グラウンドの両サイドに、柱の先端に丸い穴の開いたゴールが1つずつあり、それぞれのチームのシャボン玉を、相手チームのゴールに入れることで得点となる。
このゴールを達成すると、天井のゴールのカバーが外れ、より得点の高いゴールが可能となる。
このスポーツで使うシャボン玉は、ぽわぽわけんを泡立てて作られた泡に息を吹きかけ、そこから飛び出した大きなシャボン玉に魔法を掛けた特製の物を用いる。
ユニコーンレース
リトルフェアリルにおける競馬。ユニコーンのフェアリルに搭乗して順位を競う。
ビッグヒューマル
フェアリルは人間のことをヒューマル、人間が住む世界のことをビッグヒューマルと呼んでいる。リトルフェアリルとはフェアリルドアを通じて繋がっており、古くからフェアリルと人間は交流を行っていた。しかし、それは個人間の交流程度で、歴史に残るほどのものはない。2つの世界は互いに影響しあっており、人間がフェアリルを信じなくなればビッグヒューマルは荒廃して滅び、そうなった場合リトルフェアリルにも悪影響が及ぶとされている。
フェアリルビジュー
先生からもらえる小さな宝石。
ハピネルビジュー
学校のご褒美でもらえる。たくさん集めると良いことがある。
デトワルビジュー
学校で色々な失敗をするとおでこに生えたり刺される宝石。「お仕置きビジュー」と呼ばれる。
たくさん集めると悪いことがあると言われているが、その実態は「失敗を記録する装置」で、渡されたフェアリルが失敗した時の光景を映し出す力を持つ。
レアビジュー
特別なイベンドの時にもらえる。

虹の橋
リトルフェアリルの決まった場所からしか見られない綺麗な橋。
フェアリルチェンジ
第1期・第2期でフェアリルがヒューマルの姿に変身すること。
大半のフェアリルは元の容姿をそのまま擬人化した姿に変身するが、マーメイドフェアリルは人間と同様の足と服装が備わり、イケメンジョフェアリルは元の容姿から大幅に変化する。また、動物のような姿のレジェンドフェアリルも人間の姿となる。
バディ
強い絆で結ばれた1人のフェアリルと1人のヒューマルのパートナー関係のこと。バディとなったヒューマルは相方のフェアリルの夢を叶えるために協力することになる。
バディとなるにはフェアリルキーに誓いの言葉を宣言して契約する。
フェアリルとヒューマルの恋愛
フェアリルと人間（ヒューマル）が恋をして結ばれた場合、フェアリルはその愛の証として自分の羽根を落とさなければならない。そうした時、そのフェアリルはリトルフェアリルの皆の記憶から消えてしまうと言われている。また、そのフェアリルは寿命が人間と同程度まで短くなり、さらに愛が破局したときにはこの世から消滅してしまう。
ヒューマルのフェアリルへの転生
人間（ヒューマル）がフェアリルに転生した場合、その代償としてヒューマルの生前に関する記憶が全て消えてしまう。第2期終盤で望がフェアリルディーヴァに指名されたりっぷを救うためにフェアリルへの転生を受け入れたが、直後にガーデニアがフェアリルディーヴァの力を取り戻したため、未遂に終わった。
フェアリルカメラ
第1期にて登場。かつてレンがフェアリルマジックで作ってリラに与えたフェアリル探索用のカメラ。撮影機能もある。
第14話でリラが望に与えた。「今日のフェアリル」のコーナーでも登場する。
魔法の鏡
第2期にて登場した、手鏡形の魔法のアイテム。これを持つ者どうしは離れていてもテレビ電話のように会話ができる。また、人間がこれに向かって呪文を唱えることで、フェアリルの姿に変身できる。
魔法の本
第3期にて登場した、古の魔法使いが使用していた魔法のアイテム。付属の魔法のペンデュラムをかざして「リルリルフェアリル」と唱えることでフェアリルが現れ、唱えた主をリトルフェアリルへ連れて行く。リトルフェアリルから帰った後はそこで出来た思い出に関するフェアリルカードが現れる。カード占いをする際にも使用される。

## 登場キャラクター

### フェアリル
自然界の様々な生物や天候をモチーフにした妖精たちで、妖精の種「フェアリルシード」から生まれる。多くは擬人化された姿をしているが、レジェンドフェアリルだけは動植物に近い姿をしているのもいる。
りっぷなど多くのキャラクターの衣装は、第1・2期と第3期で異なっている。第3期の衣装は、2018年1月発売の『リルリルフェアリル ひみつの図鑑』にて描かれたものを使用している（但しひまわり等の衣装については『ひみつの図鑑』と第3期では若干差異がある）。

#### 主要フェアリル
りっぷ
声 - 花守ゆみり
主人公。チューリップのフラワーフェアリル。
ひまわり・すみれと部屋が隣同士。やや泣き虫で天然かつ不器用な性格だが、優しい性格で誰とでも仲良くなれる。魔法の腕は良くないが、努力家であり、意外な形で魔法を成功させることもある。人間の姿の時は、「花咲 ゆみり（はなさき ゆみり）」と名乗っている。ビッグヒューマルに行った際にアイドルを知り、みんなを笑顔にできるアイドルになりたいと思うようになる。第2期でアイドルへの登竜門「ガールポップステージ」で史上初の満点優勝という快挙を成し遂げ、ヒューマルとしての名前である「花咲 ゆみり」の名で「フェアリルアイドル」となった。
ヒューマル（人間）の世界に興味があり、自身を励ました花村望に会うことを望んでいた。後に望との再会を果たし、彼とバディになろうとしたが、アンチューサの妨害を受けて一度引き離されてフェアリルシードに閉じ込められてしまった。その後望の応援によりフェアリルシードから脱出し改めて望とバディになり、アンチューサを救うため彼女を説得。望と共にアンチューサに真実を伝えて彼女の心を開いた。これ以降望とは強い絆で結ばれている。第2期終盤でガーデニアからフェアリルディーヴァの座を継承するため一旦バディを解消するも、最終話で再びバディになった。
第3期ではスピカの妹のような存在である。ドロップ（望のフェアリル姿で前2期の望と別人）に好意を抱いており、第8話で恋人同士となった。以降2人でデートをしたりドロップを時々呼び捨てで呼ぶようになるなど親密になっている。他人の恋をフェアリルの力で結ぶキューピットになりたいという夢を持っている。
フェアリルマジックは「ぷるぷるりっぷる」。
花咲 ゆみり（はなさき ゆみり）
りっぷの人間態での姿。ガールポップステージのチャンピオンとしてデビューした、自称「フェアドル」。
フェアリルを直接見たことはないらしいが、心からフェアリルの存在を信じていると語っている。また、よく「アイドルのフェアリルシード」などとフェアリル用語を使って話すほか、フェアリルの挨拶ができる。
空腹やラブシーンな展開になるなどしてあまりにもドキドキすると変身が解け正体が現れてしまう。
りっぷは望やかれんには正体を隠しており、後者には「望の祖母の知り合い」ということにされていた。しかし、後にかれんには正体を知られ、「望を失望させたくないから秘密にしてほしい」と懇願して受け入れられている。また第2期終盤で望は自力でゆみりの正体に気付いた。第2期第45話でフェアリルディーヴァの座を継承するためアイドルを引退したが、最終話でアイドルに復帰している。

ひまわり
声 - 内田彩
ヒマワリのフラワーフェアリル。
りっぷ・すみれと部屋が隣同士。当初はりっぷやすみれをちゃん付けで呼んでいたが、回を重ねるうちに呼び捨てになっている。
明るい性格をしており、歌やダンスを得意とする。運動も得意でダンテとはライバルとして色々な勝負を繰り広げていたがダンテの自身に対する恋心を知り、第12話で恋仲となる。それ以降はケンカをしてもすぐに謝るなど仲はとても良好である。朝の日差しを浴びるのが日課だが、その気持ちよさにボーっとしてしまい、時にはそれが原因で遅刻してしまうことも。天気が悪い日や暗い場所は苦手で機嫌が悪くなったり、力が出なくなる。野菜が苦手であったが、おまつさんが作ったミネストローネを絶賛し克服した。
第51話にてカノとバディになる。
第3期では、ダンスで皆を幸せにしたいという夢を持っている。
フェアリルマジックは「ひまひまひまわり」。
すみれ
声 - 日高里菜
スミレのフラワーフェアリル。
りっぷ・ひまわりと部屋が隣同士。当初はりっぷやひまわりをちゃん付けで呼んでいたが、回を重ねるうちに呼び捨てになっている。
敬語口調で話す。優しく慎ましやかで、気遣いが出来る。真面目でしっかり者だが、一緒に登校するりっぷやひまわりに寝坊が多いためか、物語初期は3人揃って遅刻し、デトワルビジューを貰う描写もあった。ぼっくり先生からはローズと共に「特に優秀」と言われている。オシャレ好きで、学校内でもオシャレを楽しみたいと思っていたが、視野を広く持ってからは時と場所を考えたオシャレへの魅力に気付き、考えに変化が見られた。同じ考えを持つレディと共にツリーカットハウスというお店を開いている。デザイナーになる夢を持っており、デザインのこととなると一直線になる。1期第34話ではファッションショーを開催した。絵を描くことが得意。雨が好きで、レインデーを直前に上手くいかないあじさいとあめみの様子を見て、仲良くなる切っ掛けを作った。男子と話すことは苦手としているが、いつも1人でいるかすみを気にかけており、彼の服をデザインしたこともある。それ以降はかすみに対して好意に近い感情を見せている。ビッグヒューマルで様々な服を見てデザイナーになりたいという想いをさらに強くする。リラの紹介で出会ったゆかりを慕い、第50話でバディとなった。同世代の中では最初のバディ契約者となる。
第3期では、ファッションを通してリトルフェアリルやビッグヒューマルに自分の気持ちを伝えたいという夢を持っている。
フェアリルマジックは「すみすみすみれ」。
ローズ
声 - 楠田亜衣奈
バラのフラワーフェアリル。
お嬢様口調で話す。刺々しい性格でりっぷをライバル視しており、魔法でりっぷにイタズラをしたこともあった。毒舌を吐くことも多いが魔法を教えたり、困った時に助けるなど面倒見は良い。その面倒見の良さからしじみには「おねえさま」、アザミには「姐さん」と呼ばれ慕われている。失敗もするが努力家である。ぼっくり先生からはすみれと共に「特に優秀」と言われている。テストの結果は1位であることが多い。初期は一匹狼のような態度が見受けられたが、次第にその描写は鳴りを潜めた。一族は代々激しい恋をしているが、本人はかなりの恋愛下手であり、ドキドキの感情の意味を間違えたり、魔法をかけてまで相手にドキドキさせようとするなど感覚がズレていた。しかし、第23話で人間の優斗に出会い、彼に恋をし、第52話でバディとなる。
第3期ではメイクで他人を応援するという夢を持っていて、ヘアメイクとコスメの調合が上手な面を見せる。ジュリ（優斗のフェアリル姿で前2期の優斗と別人）とは恋人同士である。
フェアリルマジックは「ちくちくローズ」。
りん
声 - 佐藤聡美
第2期から登場し、同期の準主人公的存在。りんどうのフラワーフェアリル。かれんが人間界で拾ったフェアリルシードから誕生し、生まれてすぐにかれんとバディになった。
シードで長時間留まっていたので、いつも眠く、どこでもすぐ眠ってしまうことがある。
かれんと体が入れ替わってしまったこともある。その時はかれんの体のままフェアリルになった。
絵を描くことが苦手で、バディであるかれんが上手いだけに気にしている。
フェアリルチェンジするとへそ出しルックの大人の女性の姿になる。
第3期では香水作りが好きで、みんなの気持ちを後押しするような香水を作りたいと思っている。また、自然と力とフェアリルの力を合わせて、全ての生命を健康で元気にしたいという夢も持っている。
フェアリルマジックは「すやすやりんりん」。
スピカ
声 - 小澤亜李
スピカのトゥインクルフェアリル。
フェアリルスクールの卒業生で、りっぷ達の先輩にあたる。天の川のほとりの星屑工房に住んでおり、流れ星を作る仕事をしている。明るい性格で行動力があり、思い立ったら突っ走る。ベガと仲良しだが、一度喧嘩したことがある。
キラキラ輝く笑顔がチャームポイント。
第3期ではメインキャラクターとなった。りっぷのお姉さんのような存在である。また、ポプラ社刊行の小説版（後述）では主人公として活躍する。
フェアリルマジックは「ピカピカスピカ」。

#### フラワーフェアリル
花のフェアリル。フラワーフェアリルの村にある花束の家に住んでいて、第1期・第2期では花をモチーフとした帽子を被っていた。フェアリルマジックは「フラフラワー」。
オリーブ
声 - 阿部敦
オリーブのフェアリル。
イケメンで飛ぶのが早く、カッコつけなくて気取らない、フェアリルゴール以来の優等生でありライバルは自分だと思っている。フィッシュとメッシュからは「弱点がまったくない」とまで言われている。そのため非常に女子人気が高い。デトワルビジューをもらったことが殆どない。涙が水晶になるほどの綺麗な心の持ち主。
紳士的だが負けず嫌いな面も持っている。また、ぼっくり先生に「行くな」と言われた遺跡にダンテ達と足を運んだり、その探検を楽しむといった男の子らしい好奇心も見受けられる。第35話の出来事を切っ掛けにひがんと仲良くなった。リトルフェアリルの未来を真剣に憂いており、将来はフェアリルゴールになるのが夢。
フェアリルマジックは「オリオリオリーブ」。
ダンテ
声 - 豊口めぐみ、柚木涼香（第37話 - 第46話）
タンポポのフェアリル。
ユニコーンレースのジョッキーになるのが夢。アキアカネに「乗り方にクセがありすぎる」と言われた。アキアカネと共にゆららを毎週水浴びにつれていっている。友情に熱い。ひまわりとはライバル関係にあり、様々なことで勝負し互いを認め合ううちに第12話で恋仲となる。アキアカネともよく競い合っているが、ライバルとしては「考えたこともなかった」と言う。オリーブと仲良しだが、将来リトルフェアリルに残るかビッグヒューマルへ行くかで喧嘩になってしまったことがある。
51話にてハルトとバディになった。この時の儀式はひまわり＆カノとのバディ契約と一緒に行われた。
フェアリルマジックは「ダンダンダンテ」。
かすみ
声 - 鈴木裕斗
カスミソウのフェアリル。おとなしい性格で、いつも図書館で物語を書いている。他のフェアリルからは「変わり者」と呼ばれているが内面はとても優しく、感情も豊か。花咲ゆみりのライブでの曲もかすみが作曲している。
アザミ
声 - 西墻由香
アザミのフェアリルの男の子。 ローズに叱られて以来彼女を姐さんと呼んで慕うようになる。板前志望で料理の腕、盛り付けの技術も抜群。ローズのために自分の部屋を氷漬けにし、氷の彫刻を作る練習をするほど真面目である。
すず/らん
声 - 日高里菜
スズランのフェアリル
双子の姉弟。ボクッ娘。
ふたりでマンガ家を目指していて、すずが作画、らんが物語を考えている。マンガを研究するため、レジェンドフェアリルしか立ち入ることのできない「禁じられた図書室」にネコ夫人のスキをついてこっそりと入るくらい、自分の夢に真剣な子たちである。
まつげがある方が女の子のすず、ない方が男の子のらん。
さくら
声 - 大和田仁美
桜のフェアリル
少し人見知りで魔法も少し苦手だが、花をいけるのが好き。関西弁の口調で喋る。スターの大ファン。
フェアリルマジックは「咲け咲けさくら」。
ダリア
声 - 小笠原早紀
ダリアのフェアリル。
フェアリルマジックは「ダリダリダリア」。
明るい性格。濃いメイクをしており、ベニヤコ新聞に自身のスッピン顔を勝手に掲載されて激怒し化粧したことがある。
あじさい
声 - 久野美咲
アジサイのフェアリル。レインデーの時期になるとリトルフェアリルに咲くアジサイの花に色を付ける仕事をあめみとともに毎年担っている。
あめみとは対照的に忍耐強くおっとりとした性格。
フェアリルマジックは「あじあじあじさい」。
ジャスミン
声 - 渡谷美帆
ジャスミンのフェアリル。ポポという名のぽわぽわ犬を飼っている。将来はトリマーを目指している。ホッパー先生に一目惚れしているらしい。
フェアリルマジックは「ジャスジャスジャスミン」。
ひがん
声 - 白井悠介
ヒガンバナのフェアリル。スパイダー同様暗い雰囲気と怪しい笑みを浮かべていることが多く、彼女とは気が合う。研究熱心で、光だけでなく闇を知ることも必要という考えの持ち主。孤独を好む性格で、みんなのリーダー的な存在のオリーブとは住む世界が違うと思っていたが、第35話で仲良くなった。本人曰く冷え性。存在感を消して周囲を観察する癖がある。
ガーベラ
声 - 佐藤聡美
ガーベラのフェアリル。マジカルフェアリルスクールの卒業生。ウィンドと一緒にビックヒューマルにいる。
初出はタブレットトイ「フェアリルパッド」でのアバターゲーム。
マーガレット
マーガレットのフェアリル。『リルリルフェアリル ひみつの図鑑』のみで登場。

#### マーメイドフェアリル
魚類や水棲生物のフェアリル。マーメイドフェアリルの海に住んでいる。フェアリルマジックは「マーメルン」。
あこや
声 - 豊口めぐみ、柚木涼香（第37話 - 第47話）
マーメイドのフェアリル。フィッシュいわく、「ビーチでデートしたいお姉さんNo.1」らしい。
モデル志望で、ヨガが趣味。美しくなるための日々の努力は怠らない。
1期第43話でヒューマルのファッションショーに参加し、そこで海道ること出会う。しかし、失敗ばかりする自分に嫌気がさして弱音を吐くが、るこに励まされてモデルになりたいという想いを強めた。
フェアリルマジックは「あこあこあこや」。
サンゴ
声 - しもがまちあき
サンゴのフェアリル。モデル志望。
ストレスが溜まると食べ過ぎてしまう性質を持ち、太ったり痩せたりを繰り返している。
わかめ
声 - 大和田仁美
わかめのフェアリル。モデル志望。
元となったものと一致している自分の名前が好きでないためエリザベスと呼んでもらおうとしているが、全く浸透していない。
ペットはくらげ。
ルカ
声 - 楠田亜衣奈
派手な格好で流行の最先端をいくファッションリーダー。こだわりの帽子(巻貝のような帽子)をかぶっている。
1期26話でシーキャンドル城を目指す途中、ラビリンス海藻に帽子が引っ掛かった際も、「この帽子を取ったら私じゃないわ」や「たとえどんな時でもおしゃれをないがしろにはできないわ」と言っている。それほどおしゃれにはこだわっている。
もし命かおしゃれ、どっちが大事かと問われるとおしゃれを優先させるらしい。
ミスティ
声 - 西墻由香
恥ずかしがり屋で、ミステリースポットなどの神秘的なものが大好きなフェアリル。口癖は「ミステリアスゥ！」
ミステリアスなものには目がなく、「ラビリンス海藻」や「蛍光イソギンチャクの森」などミステリー辞典の「行ってはいけないシリーズ」などの危険な場所も「これは行ってみるしかない」と言えるほど大好き。
ペットはウニのウニニ。
フィッシュ
声 - 阿部敦
髪色は明るい茶色。女の子が大好きでいつも女の子をナンパしている。しかし、恋をすると一途になるらしい。
挨拶は「チャラーッス！」。あこやのバディのるこをるこ姐さんと言って慕っている。
メッシュ
声 - 櫻井トオル（第6話）→白井悠介（第8話 - ）
その名の通り、黒髪に金のメッシュが入っている。あいさつに「チャオ」や女の子を「セニョリータ」と少し変わった言葉を使う。
普段はお調子者で、ウソをついたりすることもあるが、本当は仲間想いの誠実な男の子。フィッシュと同じでるこのことをるこ姐さんと呼んでいる。
ペン
声 - 鈴木裕斗
目が弱いため、いつもサングラスをしている。そのため、ペンの目を見れたら幸せになれるといううわさがある。

#### マッシュルームフェアリル
キノコのフェアリル。マッシュルームフェアリルの村に住んでいて、話し方に特徴がある。フェアリルマジックは「マッシュッシュ〜」。
ベニテング
声 - 矢部雅史
ベニテングタケのフェアリル。常にメモ帳を持ち歩いており、色々な噂話やスクープを書いている。新聞記者になるのが夢であり、ヤコウと共にベニヤコ新聞を作っている。
ヤコウ
声 - 鈴木裕斗
ヤコウタケのフェアリル。物静かな性格。常にカメラを持ち歩いており、きれいな自然を撮るのが大好き。カメラマンになるのが夢であり、ベニテングと共にベニヤコ新聞を作っている。
きんし
声 - 阿部敦
菌糸のフェアリル。おしゃべり好きで悩み相談にのるのも得意。オネエ言葉を使う。
ほうし
声 - 鈴木裕斗
胞子のフェアリル。きんしの親友。きんし同様オネエ言葉を使い、男だがスカートをはいている。
のこ
声 - 内田彩
おしゃれきのこのフェアリルで、マッシュシスターズの長女。姉妹3人でカフェを開いている。怒ると巨大な岩を投げ飛ばすほどの怪力となる。
フェアリルマジックは「のこのこのっこ」。
ドット
声 - 水谷志織（第5話 - 第59話）→能登麻美子（2期 第3話 - 第51話）→日高里菜（3期 第24話）
おしゃれきのこのフェアリルで、マッシュシスターズの次女。趣味は読書。カフェではコックを担当している。
フェアリルマジックは「ドットドドット」。
ダケ
声 - 渡部優衣
おしゃれきのこのフェアリルで、マッシュシスターズの末女。おしゃれが大好き。
フェアリルマジックは「ダケダケダーケ」。
なめこ
声 - 森永千才
なめこのフェアリル。「〜だべ」という喋り方をする。きのこうさぎのことが大好き。
時間を気にして焦ったりするくせがある。
きのこうさぎ
声 - 花守ゆみり
マッシュルームフェアリルに人気のペット。「キノー！キノー！」とないてぴょんぴょんと飛び跳ねる。
第1期第20話で自分を助けてくれたなめこになつき、なめこの家までついていき、翌日のなかよしフェスティバルに参加して優勝する。その後、なめこのペットとなる。

#### バグズフェアリル
昆虫や虫のフェアリル。バグズフェアリルの森に住んでいて、第1期・第2期では全てのフェアリルがフードを被っていた（第3期では一部のキャラがフードを外している）。フェアリルマジックは「ブンブブーン」。
レディ
声 - 小笠原早紀
テントウムシのフェアリル。ヘアアレンジに興味を持っていて、将来の夢は美容師。すみれとツリーカットハウスというお店をやっている。
しじみ
声 - 黒沢ともよ
ヤマトシジミのフェアリル。
母性本能をくすぐるようなキャラクターで、ローズをはじめいろいろなフェアリルを「お姉さま」と呼び慕い、彼女たちからも可愛がられている。フルートを習っており、その腕前は中々。
みるる
声 - 渡部優衣
ハチのフェアリル。明るく活発な性格で、働き者。
スパイダー
声 - しもがまちあき
クモのフェアリル。黒魔術に傾倒している。クールな性格で雨の中での外出はあまり好きではない。
黒魔術の薬の研究に普段からいそしんでいるが、りっぷ達からは「スパイダーちゃんのおいしいお菓子」と言われている。
将来は黒魔女を目指しているが、決して人を傷つけないことを信念としている。スパイダーいわく、黒魔術は「美学」らしい。
フェアリルマジックは「スパスパスパイダー」。黒魔術の際は、すべてを逆にし、「ルリアフェルリルリ　ンーブブンブ　ダイパスパスパス」と唱える。
ホタル
声 - 久野美咲
ホタルのフェアリル。暗いところでしか光ることが出来ない自分にコンプレックスを抱いており、明るくみんなの人気者であるひまわりに憧れを抱いていたが、自分の引越しパーティーの一件でひまわりに評価されたことがきっかけで、自身の個性に自信を持つようになった。ペンが探偵になりたいと思っていると勘違いしていた。ペンの目を見たことがある。
カブト
声 - 渡部優衣
カブトムシのフェアリル。ゲーム好きで、夢はゲームクリエイターになり、クワと作ったゲームをリトルフェアリルで流行らせること。
クワ
声 - 渡部優衣
クワガタのフェアリルで、カブトの親友。頭脳明晰。夢はプログラマーであり、カブトと同じく作ったゲームを流行らせたいと思っている。
カマキリ
声 - 白井悠介
カマキリのフェアリル。
他のフェアリルに比べて背が高い。面倒見が良く、シロのお兄さん的存在。シロがお菓子を食べすぎることを心配している。
周りが夢に向かって努力している中、自分だけ夢が決まっていないことを気にしていた。その後医者の仕事に惹かれるも、その夢を叶えるためにはビッグヒューマルへ行って勉強を沢山する必要があると知り、「俺には無理だ」と考えていた。しかしシロの介抱をしたことや、フェアリルゴールに言われた言葉が切っ掛けで医者を目指すことに前向きになる。それ以降は努力の成果か、元々優秀だったのか、2期第13話ではテスト成績5位になっていることが確認できる。
フェアリルマジックは「カマカマカマキリ」。
シロ
声 - 阿部敦
モンシロチョウのフェアリル。
「ふわわ～」が口癖。よく笑う大らかな性格。甘いお菓子とジュースが好き。一方で野菜は苦手だったが、とまととキャロットの野菜ジュースで克服した。ケーキの食べ過ぎでお腹を壊したり、虫歯ができたことがあった。お菓子を食べるのも作るのも大好きで、将来の夢はパティシエ。カマキリと仲が良い。
アキアカネ
声 - 内田彩
アキアカネのフェアリル。活発な性格。飛ぶのが早く、運動神経も良いが、ダンテとひまわりの勝負にはよく負けている。ダンテがひまわりをライバルと認めているなか、自身がライバルとして認められてないことを歯痒く感じている。ユニコーンのジョッキーをめざしている。毎朝ユニコーンレースの特訓に付き合ってくれるきららに感謝しており、ダンテと共に毎週水浴びにつれていっている。ダンテ曰く「動きが固い」らしい。アニメでは他のフェアリルに比べ、やや小柄に描かれている。公式の紹介によると「結構モテる」らしいが、アニメではその描写はなかった。
フェアリルマジックは「アキアキアキアカネ」。
ごえもん・きんたろう・ぶんた・りな
ゴキブリのフェアリルの4兄弟。4人ともマジカルフェアリルスクールの寮の掃除屋「チームG」のメンバーである。
ごえもん
声 - 増田俊樹
ゴキブリのフェアリルの一人。マジカルフェアリルスクールの寮の掃除屋「チームG」4兄弟の長男。
きんたろう
声 - 白井悠介
ゴキブリのフェアリルの一人。マジカルフェアリルスクールの寮の掃除屋「チームG」4兄弟の次男。
ぶんた
声 - 楠田亜衣奈
ゴキブリのフェアリルの一人。マジカルフェアリルスクールの寮の掃除屋「チームG」4兄弟の末弟。
りな
声 - 佐藤聡美
ゴキブリのフェアリルの一人。マジカルフェアリルスクールの寮の掃除屋「チームG」4兄弟の長女。

アゲハ
声 - 花守ゆみり
アゲハチョウのフェアリル。スイの配下。ゼミィとキリギリと一緒にビッグヒューマルでフェアリルを捕まえる活動をしており、また魔法の鏡の奪取を狙っていた。なぜかリトルフェアリルのことを知らなかった。第2期42話でゼミィやキリギリと共に初めてリトルフェアリルを訪れた。
最終話でゼミィ・キリギリ共々改心し、スイと共にリトルフェアリルからこぼれ落ちたフェアリルシードを探す旅に出ることになった。
第3期では第15、16話でゼミィ・キリギリと共に登場。スイの配下には無く、好奇心でりっぷ達に悪戯をしている。
ゼミィ
声 - 白井悠介
アブラゼミのフェアリル。語尾に「ゼミ」を付けて喋る。スイの配下の一人。お金持ちで、現金は持ち歩かない主義らしい。アゲハと同じくリトルフェアリルのことを知らなかった。
キリギリ
声 - 増田俊樹
キリギリスのフェアリル。語尾に「ギリ」を付けて喋る。スイの配下の一人。彼の弾くバイオリンは頭が痛くなるらしい。アゲハとゼミィと同じくリトルフェアリルのことを知らなかった。
おタマさん
声 - 能登麻美子
タマムシのフェアリル。心理カウンセラーをやっている。相手によってさまざまな感情や人格になれるため、メガネティーチャーの眠くなる話でも聞くことができる。
かいこちゃん
声 - 能登麻美子
カイコのフェアリル。
リトルフェアリルで服を作ったりしている。かいこちゃんのシルクの服を着ると、幸運になると言われているが、みんながその幸運になるためだけにシルクの服を求め、シルクの良さを分かってくれないため、シルクの良さや作る大変さが分かる相手かふるいにかけている。
口癖は「シルキィー！」。
この「シルキィー！」には続きがあるらしい。

#### イケメンジョフェアリル
臭気を発する大型の花のフェアリル。ビューチフォーアイランドに住んでいる。容姿も比較的端麗とは言い難い者が多く、他の種族とはやや異なっている。キャラクターの中ではお笑い担当の位置である。フェアリルマジックは「イ・イ・イケメンジョ、ジョ・ジョ・ジョウダンヤメテ」。
彼らの踊りは「イケメンジョダンス」といって、人を操る呪いの動きが入っているため、一度踊りだすとレジェンドフェアリルやフェアリルゴールでもずっと踊り続ける。
ウツボン
声 - 小笠原早紀
ウツボカズラのフェアリル。
ビビりで泣き虫。駄々をこねてしまうこと。いつもうつぼごうの中にかくれている。
ハエトリー
声 - 矢部雅史
ハエトリグサのフェアリル。
何もしたくないと思っているなまけものの男の子。
おじぎそう
声 - 花江夏樹
オジギソウのフェアリル。
おじぎが得意。いつも褌を締めている。素になったおじぎ草と同じく、土下座や謝罪が得意。
サボボン
声 - 櫻井トオル
サボテンのフェアリル。
トゲが痛いため、皆はあまり近づかない。体から花が咲くこともある。マジックが得意で、ダンシャクに教えたり、一緒に手品をしたりしている。
トラ
声 - 渡谷美帆
ショクダイオオコンニャクのフェアリル。
歌が得意で、ラフレと共にアイドルデビューを望んでいる。
ラフレ
声 - 豊口めぐみ、柚木涼香（第37話 - 第47話）
ラフレシアのフェアリル。
トラの親友。アイドルデビューを目指してトラと共に歌やダンスの練習をしている。
口癖は「〜なのだわ」。
ドリアン
声 - 久野美咲
ドリアンのフェアリル。
トラとラフレの親友。
美食家で料理の研究のため全国を旅していたので、最初の頃はフェアリルスクールに通っていなかった。
トラとラフレとドリアンの3人の思い出の料理である「食虫植物の丸焼き」を食べ、それがあまりにまずかったのが美食家を目指したきっかけである。
ジョンメケ
声 - 増田俊樹
ビューチフォーアイランドに伝わるどんな願いもかなえてくれる神様。しかし、何者かに封印された。ジョンメケはビューチフォーの末裔、イケメンジョフェアリル7人のフェアリルキーを用いることによって封印を解くことができる。
しかし、本性はリトルフェアリルを乗っ取ろうとする悪人であり、第1期第28話で復活したが、同話でイケメンジョフェアリルたちによって封印された。
その後、2期7話でマジカルフェアリルスクールのお笑い学の先生としてフェアリルゴールが復活させる。その際、『西遊記』の孫悟空の頭についている「緊箍児」のように頭が締め付けられる魔法をかけられ、変な気を起こすと頭が締め付けられる。
第3期では悪人という設定は消され、純粋なビューチフォーアイランドの神様として崇められている。
口癖は「〜じゃーん！」。

#### ウェザーフェアリル
天候のフェアリル。ウェザーフェアリルの星青雲に住んでいる。フェアリルマジックは「ウェザリララ」。
スター
声 - 増田俊樹
星のフェアリル。リトルフェアリルの人気アイドル。
フェアリルマジックは「キラキラスター」。
サン
声 - 櫻井トオル
太陽のフェアリル。明るく前向きで太陽のような男の子。サンが笑うと晴れる。スターのバンドではドラムを担当。
フェアリルマジックは「サンサンシャイン」。
くもも
声 - 阿部敦
雲のフェアリル。スターのバンドではキーボードを担当。2期の43話ではあめみとスキージャンプのペアを組んだ。
サンダー
声 - 鈴木裕斗
雷のフェアリル。
サンダーがギターを鳴らすと雷が起こる。雷で苦情が来ることもしばしば。うるさいが根は良い子。スターのバンドではギターを担当。
レインボー
声 - 日高里菜
虹のフェアリル。歌が得意。微笑むと虹が出てくる。
たくさんのポワポワ犬を飼っていて、第1期第20話のなかよしフェスティバルでは輪くぐりをさせていた。
オーロラ
声 - 黒沢ともよ
オーロラのフェアリル。寒がりでいつも厚着をしている。カーテン作りが得意。
あめみ
声 - しもがまちあき
雨のフェアリル。レインデーの時期になると、リトルフェアリルに咲くアジサイの花に色を付ける仕事をあじさいとともに毎年担っている。何もかも早めに済ませるせっかちな性格で、マイペースなあじさいとは当初上手くいっていなかったが、和解してからは仲良くなった。少々気が強い。眼鏡がチャームポイント。いつもカサを持ち歩いており、開くと雨が降るらしい(ただしアニメではそのような描写はなかった)。2期の43話ではくももとスキージャンプのペアを組んだ。
フェアリルマジックは「あめあめあめみ」。
おゆき
声 - 西墻由香
雪のフェアリル。いつもガムを膨らませている。雪からガラス細工を作ることができる。
フェアリルマジックは「ゆきゆきおゆき」。
ノーム
声 - 豊口めぐみ、柚木涼香（第47話 - 第48話）
濃霧のフェアリル。中二病のキャラクター。落ち込むと周囲に霧が発生する。第48話ではセロリとスケートのペアを組む。
ウィンド
声 - 楠田亜衣奈
風のフェアリル。マジカルフェアリルスクールの卒業生。ガーベラと一緒にビックヒューマルにいる。
初出はタブレットトイ「フェアリルパッド」でのアバターゲーム。

#### ベジフェアリル
野菜のフェアリル。ベジフェアリルの畑に住んでいて、リトルフェアリルの野菜は全てベジフェアリルが育てている。フェアリルマジックは「ベジタブルン」。
ブロコ
声 - 峰岸佳
ブロッコリーのフェアリル。カリコとお笑いコンビを組んでいる。持ちギャグは「ブロッコリー、ショボッコリー」。
カリコ
声 - 白井悠介
カリフラワーのフェアリル。ブロコとお笑いコンビを組んでいる。持ちギャグは「カリカリするわー！カリフラワー！」。
アーティ
声 - 増田俊樹
アーティチョークのフェアリル。
アキアカネやダンテと一緒にユニコーンのさららと共にユニコーンレースの練習をしている。
話し方は、少し英語交じりで語尾は「〜デース」と特徴的。眼鏡をかめているため、べジフェアリルで唯一たまちゃんが泣くのを止めることが出来る。
アスパラガスと言われると怒る。
たまちゃん
声 - 白井悠介
玉葱のフェアリル。普段はとても穏やかだが一度泣くと手が付けられず、その時に放たれる玉葱の臭気を嗅いだり、浴びた人は悲しくなくても泣いてしまう。
だんしゃく
声 - 増田俊樹
男爵薯のフェアリル。手品が得意でサボボンと共にマジックをしている。「いもくさい」と言われても気にしない。
キャロット
声 - 大和田仁美
ニンジンのフェアリル。フェアリルマジックは「キャロキャロキャロット」。
2という数字が自分のラッキーナンバーだと思っていて、毎年2月22日に222本のにんじんを収穫する。
チャームポイントは「に〜」っと笑った笑顔。
とまと
声 - 久野美咲
トマトのフェアリル。フェアリルマジックは「とまとまとまと」。
照れると顔が真っ赤になる。本人はそれが悩みである。将来はおいしい野菜ジュースのお店を出すこと。
チャームポイントはウインク。
コーン
声 - 黒沢ともよ
ベビーコーンのフェアリル。八重歯が特徴。キャロット、だんしゃく、タマちゃん達を茶色で地味と少々馬鹿にしているが普段はとても仲良し。
キャベツ
声 - 西墻由香
キャベツのフェアリル。キャロット達を根菜は何となく地味と少々馬鹿にしているが普段はとても仲良し。節約は趣味を越えて命らしく、無駄遣いをすると怒る。
語尾は「〜にゃ」という口調で、口癖は「節約するにゃ」。
第3期では、ユニコーン好きという設定がある。
ぴぃす
声 - 内田彩
グリーンピースのフェアリル。
いつもペットの「おまめ」を抱いている。
将来の夢は先生。
セロリ
声 - 鈴木裕斗
セロリのフェアリル。スケートがとても上手でペアスケートを滑りたがっているが、辛口な性格からベジフェアリルで彼とペアを組む者はいなくなってしまった。結果、セロリと滑ることになった。
フェアリルマジックは「セロセロセロリ」。

#### トゥインクルフェアリル
星のフェアリル。トゥインクルフェアリルの星くず工房に住んでいて、流れ星を作る。フェアリルマジックは「トゥインクルン」。
第1期で前述のスピカを含めて既にセイントフェアリルスクールを卒業しているため、りっぷ達にとっては先輩にあたる。
シリウス
声 - 興津和幸
シリウスのフェアリル。優等生で、スピカたちのリーダー格でもある。
プロキオン
声 - 代永翼
プロキオンのフェアリル。スピカとは喧嘩をすることも多いが、仲が良い。
ベガ
声 - 日高里菜
織女星のフェアリル。スピカと仲が良い。小説『スピカとふしぎな子ねこ』では眼鏡を掛けている。

#### フルーツフェアリル
果物のフェアリル。フェアリルマジックは「フルーツルン」。
リトルフェアリルでは、フルーツ島という移動させることが可能な島で生活している。そして、全員ビッグヒューマルでアイドルをしていて、ブルーベリーがマネージャーを務める「ファンタスティックジュース」に所属している。
りんご、レモン、モモは「アイドルマジック」が使える。「アイドルマジック」とは、フェアリルマジックのことであり、ビッグヒューマルではアイドルマジックということにしてある。
りんご
声 - 佐藤聡美
リンゴのフェアリル。
レモンとモモとユニット「ふるーつぱらだいす」を組んで、ビッグヒューマルでアイドル活動をしている。密かにストロベリーに恋心を抱いている。
アイドルマジックは「輝く大地とギュギュっと笑顔！得意技はアップルサイダー！」。
レモン
声 - 日高里菜
レモンのフェアリル。「ふるーつぱらだいす」のメンバー。
アイドルマジックは「初恋の味って知ってる？ぎゅぎゅっとあまずっぱい！得意技はレモンレモン！」。
実はスウィーティーと付き合っている。
モモ
声 - 内田彩
モモのフェアリル。「ふるーつぱらだいす」のメンバー。
アイドルマジックは「あなたにギュー！甘えん坊さんにギュー！得意技はピーチフラーッシュ！」。
ブルーベリー
声 - 楠田亜衣奈
ブルーベリーのフェアリル。
「ファンタスティックジュース」のマネージャーである。常に時間を大事にしていて、オフでリトルフェアリルに戻ってきたときも「アイドルたるもの、時間厳守、遅刻厳禁」と、スケジュール管理をしている。本人曰く、ブルーベリーのスケジュール管理がなければファンタスティックジュースは崩壊していたらしい。
花咲ゆみりがふるーつぱらだいすと張り合うほどのアイドルになった時、ファンタスティックジュースにヘッドハンティングしようとしている。
第3期でりんの魔法の香水の実験を手伝ってくれた。
口癖は「〜ベリ」。
ザクロ
声 - 花守ゆみり
ザクロのフェアリル。１人称は俺。
「俺は魔界の力を借りている」や「魔界からやってきた真っ赤なザクロ」、パインからの差し入れを「魔界から俺への贈り物か！」と言ったように、いつも魔界のことを考えている。
冷静だが、厨二病の気質がある。
パインに好かれているが、本人はそのことに全く気が付いていない。
さっくー&らんぼー
声 - 能登麻美子
さくらんぼの双子のフェアリル。
同じタイミングで同じことを言うと「マネしないで！」と取っ組み合いのけんかを始めてしまう。
二人とも、スウィーティーに憧れている。
ストロベリー
声 - 増田俊樹
ストロベリーのフェアリル。
スウィーティーと「ダブリュースターズ」というユニットを組んでいる。
スウィーティー曰く、センスがダサいらしい。
また、恋に憧れていて、恋人が欲しいという気持ちだけでラブドカリを探し、その気持ちは真剣過ぎてスウィーティーもからかうのをあきらめたほどである。
実は、りんごはストロベリーに恋しているが本人はそのことに気付いていない。
パイン
声 - 小林裕介
パイナップルのフェアリル。
ザクロのことが好きで、1000回は告白している。しかし、届いたかどうかは別である。
スウィーティー
声 - 白井悠介
スウィーティーのフェアリル。「ダブリュースターズ」のメンバー。
ストロベリーからは「キザ」と言われているが、さっくーとらんぼーからは「かっこいい！」と憧れの的になっている。
レモンに告白し、付き合っているがビッグヒューマルではゴシップ誌がうるさいということで隠しているが、相棒に隠し事はしないということで好きになった時、告白が成功したときにストロベリーには話した。
アイドルマジックは「甘いと思ったらケガするぜ？」。

#### レジェンドフェアリル
他のフェアリルとは外観の特徴が異なるフェアリル。フェアリルゴールやフェアリルマージ等人間に近い容姿から動植物そのものの見た目の者で構成されている。後にりっぷ達が人間サイズとなった姿が登場し、一方のフェアリルゴールらもりっぷ達と同じ姿が回想にて登場している。フェアリルマジックは「レジェントルン♪」。
フェアリルゴール
声 - 白井悠介
全てのフェアリルを統べる存在。フェアリルゴールはフェアリルを統率する存在に与えられる称号で本名は「レン」。一部の者がその名をプライベート以外で口にすることは少ない。回想シーンを見る限り元々はスイレンのフラワーフェアリルだった様子。
昔、まだ普通のフェアリルだった頃に花村リラと出会い、友達になった。当時はかなりの悪戯好きだったという。多少ナルシストな面もある。
第3期で子供姿のレンとして、りっぷたちの仲間となった。
スイ
第2期の黒幕である。魔法の鏡を奪うようにアゲハたちに指示した。
フェアリルゴールを憎んでいる。そしてフェアリルゴールと容姿がそっくり。
その正体はレンがフェアリルゴールになるため、リラから離れた時落とした心の一部である。アゲハたちによって奪い取った魔法の鏡の力でレンの体を乗っ取ることで、レンに復讐しようとした。
最終話で再生の唄の力で真相を知って改心し、アゲハたちと共にリトルフェアリルからこぼれ落ちたフェアリルシードを探す旅に出ることになった。

フェアリルマージ
声 - 豊口めぐみ、柚木涼香（第37話 - 第47話）
フェアリルスクールの校長。フェアリルゴールとは幼なじみにあたる。なお、フェアリルマージは称号であり、本名は「ソニア」。サンダーソニアのフェアリルである。
フェアリルマジックは「フェアリルマージ」。
きらら
声 - 小笠原早紀
いつもフェアリルゴールとフェアリルマージの側にいる、ユニコーンのフェアリル。ゆららの双子の姉。フェアリルマジックは「きらら」。
ゆらら
声 - 渡部優衣
いつもフェアリルゴールとフェアリルマージの側にいる、ユニコーンのフェアリル。きららの双子の弟。フェアリルマジックは「ゆらら」。
ぼっくり先生
声 - 矢部雅史
まつぼっくりのフェアリルで、フェアリルスクールの魔法学の先生。
小さいフェアリルながらとても強大な魔法力を持っている。教育熱心で怒らせると非常に怖い。愛妻家で妻のおまつさんのことをとても大切に思っている。しかし、おまつさんに隠れて古代遺跡でこっそり植物図鑑の松ぼっくりのページ(人間でいう写真集)を見ながらビッグヒューマルのお菓子を食べている。そのことがバレて、おまつさんに大目玉を食らった。
学校に来ない生徒を心配したり、悩んでいる生徒の力になろうとしたり、ドンとくりがリベンジをしに来た時、生徒を懐柔しようとした２人を見て、生徒は関係ないと主張するところから生徒思いな先生である。
口癖は「〜ボックリ」。
フェアリルマジックは「ボクボクボックリ」。
おまつさん
声 - 渡谷美帆
まつぼっくりのフェアリルでぼっくり先生の妻。
セイントフェアリルスクールでは家庭科と食堂の調理を担当している。
基本的には優しい性格ではあるが怒らせると怖い一面もある。
口癖は「〜でおまつ」。
フェアリルマジックは「まつまつおまつ」。
ネコ夫人
声 - 楠田亜衣奈
ブリティッシュショートヘアのフェアリルで、フェアリルスクールの念動学や占い学の先生。
体が重いため羽で飛ぶことができず、魔法のざぶとんに乗って移動している。既婚者。
本が好きでレジェンドフェアリル専用図書館でマンガを読んだりしている。
また、マジカルフェアリルスクールの禁じられた図書の中にネコ夫人が書いた黒魔女の物語があり、現在は強力な魔法で封印されている。
口癖は「〜ニャます」。
レオン先生
声 - 阿部敦
カメレオンのフェアリル。変身学を担当している。見た目は化粧が濃い女性のようだが、本当の正体は誰も知らない。透明になれる他、性別体型問わず様々な姿に自由に変身が出来るようで、人間の世界で得たと思しき知識による様々なコスチュームをした女性の姿（女子高生、スチュワーデス、宝塚風）だけでなくミュージシャン風の男性の姿にもなった。怒ったり素になったりすると男性の声になる。どうすればモテるかで悩んでいるイケメンジョフェアリルの男子たちに肉体改造やファッションにメイクを指南した。とてつもなく音痴で、第2期では失格になったレベルである。
きんぎょ先生
声 - 小笠原早紀
キンギョのフェアリル。恋愛学を担当する。フェアリルゴールやマージよりもずっと年上だが、はるか昔に禁断の恋に落ちてしまい、その罰として子供の姿に変えられてしまった。
フェアリルマジックは「ぎょぎょぎょきんぎょ」。
ぽわわ
声 - 久野美咲
りっぷのパートナーのぽわぽわけんで、体色は白。マシュマロが好物。寝坊して昼食の弁当を用意できなかったりっぷにマシュマロを持たせるというしっかりした一面も。
ポワリザ
声 - 水谷志織（第7話 - 第59話）→能登麻美子（2期 第36話 - ）
ローズのパートナーのぽわぽわけんで、体色はピンク。ローズいわく、正しくは「ポワリザ・カラ・アルバニア・シルフィード3世」という名前。体色はピンクで、バラがあしらわれたリボンを着けている。
ポポ
声 - 花守ゆみり
ジャスミンのパートナーのぽわぽわけん。体色は紫。
さらら
声 - 白井悠介
タテガミと尻尾が薄緑色をしたユニコーンのフェアリル。アーティの相棒。
うらら
声 - 渡谷美帆
タテガミと尻尾が薄紫色をしたユニコーンのフェアリル。ユニコーンレースではオリーブが騎乗していた。
ホッパー先生
声 - 増田俊樹
バッタのフェアリルで出身はバグズフェアリル。フェアリルゴールことレン、フェアリルマージことソニア、アンチューサ、カナリア先生、アル先生とは昔なじみ。ぽわぽわ犬に好かれている。シャボリルに敗退続きのフラワーフェアリル達にシャボリルの素晴らしさを伝えるべくフェアリルマージに呼ばれてリトルフェアリルに招かれた。
かつてはシャボリルの有望選手だったが「レジェンドの悲劇」によってフェアリルゴールと敗退し、その後はリトルフェアリルを去り、人間世界ではサッカー選手として活躍している。しかし、フェアリルゴールとの関係が特に悪化した様子はなく現在でも親友同士である。
第2期第13話から正式に体育の先生になっているが、呼び方はホッパーコーチのまま。
第3期で子供としてりっぷたちの仲間となった。レンとまだ親友である。
ハッピー
声 - 森永千才
ハピネルビジューの作り手。
その名の通りいつも陽気で明るい性格で、周囲にハッピーを振りまいている。
落ち込んだ時はデットに話を聞いてもらったり、ちょっかいを出している。
デット
声 - 増田俊樹
デトワルビジューの作り手。とても無口のため周囲から誤解されることもしばしば。
目元を隠すほど伸びた前髪はときどきハッピーがストレス解消の道具に使っている。
おふくさん
声 - 田中真奈美
ふくろうのフェアリル。
レアビジューの作り手。
アンチューサ
声 - 西墻由香
アンチューサのフェアリル。魔女の森を統べる魔女。フェアリルゴールやフェアリルマージと同期で、彼らと同等の強大な魔力を持つ。
かつてヒューマルのシオンとバディになりさらに恋人同士になったが、シオンは突然自分のもとを去っていった。そのため、ヒューマルを強く憎んでいた。自分と同じく最初から自力でフェアリルチェンジを成功させたりっぷに注目して彼女の前に現れ、ヒューマルに気をつけるよう忠告する。その後はりっぷとローズをビッグヒューマルに送るなど彼女たちの恋を後押しするかのような行動もとるが、内心ではその恋が叶うとは思っておらず、2人がビッグヒューマルを憎むようになることを望んでいた。
バディになろうとしていたりっぷと望を妨害し、「終わりのフェアリルドア」を出現させてリトルフェアリルとビッグヒューマルの繋がりを断絶させ、最終的に自らをも消滅しようとしたが、望の奮闘によりシオンが自分のもとを去った理由を知ることになり、改心した。
第2期で闇魔法学の先生になった。
第3期で子供としてりっぷたちの仲間となった。第15話では片想いを抱いていたシオンが他のヒューマルの女性と仲良くしているのを見たのがきっかけで、シオンやありすを含めた全てのヒューマルが信じられなくなったことが判明したが、ありす達の努力によって考えを改め、再びシオンと向き合う決心をした。
カナリア先生
声 - 興津和幸
カナリアのフェアリル。合唱学の先生。肩には彼が師匠と呼んでいるシママ（声 - 花守ゆみり）という名前の鳥がとまっている。普段はビッグヒューマルで音楽家として生活している。
ジャック
声 -伊藤かな恵
ハロウィンのカボチャのフェアリル。
一年に一度ハロウィンの日に現れる。
フェアリルマジックは「ハロハロハロウィン」。
ひい
声 - 増田俊樹
柊のフェアリル。サンタの弟子。
らぎ
声 - 小林裕介
柊のフェアリル。サンタの弟子。
三太（サンタ）
声 - 興津和幸
クリスマスのフェアリル。サンタクロースとしてリトルフェアリルとビッグヒューマルの両方でプレゼントを配っている。本来の姿は長髪でスラリとした体形の青年だが、プレゼントを配る時はサンタのイメージを守るためにサンタらしい格好に変身している。
あんこうねこ
声 - 花守ゆみり
三太たちと共に行動しているペット。
ミスターミミック&ミスウォッチ
声 - 白井悠介&豊口めぐみ
ふくろうのフェアリルでマジカルフェアリルスクールの校長を務めている。お腹にはミスウォッチという名前の時計がある。魔法でセイントフェアリルスクールをマジカルフェアリルスクールに変化させた。また、ミスウォッチは時間を自在に操ることができるので、かれんがこっそりリトルフェアリルに来た時、元の時間に戻す手伝いをした。
また、ミセスセルバンと付き合っており、お互いに愛し合っている。
年に一度、約束の日にソニアに向け、時空の穴をあけている。
ミセスセルバン
声 - 豊口めぐみ
マジカルフェアリルスクールの寮長兼魔法作法学の先生。規律に厳しい。
しかし、誰よりも情熱的である。意外とドジな一面もあるが、生徒にはその隙を見せないよう気を付けている。
ミスターミミックを愛していて、生徒が寝静まった真夜中にミスターミミックとおしゃべりをしている。
オカモさん
声 - 日高里菜
鴨のフェアリル。マジカルフェアリルスクールの寮母。寮の食事全般を担当しており、とても優しい。しかし、食事を残すことは許さない。
チームGの上司。
マッシュ教授&めぐみさん（助手）
声 ‐ 矢部雅史
きのこのフェアリル。魔法薬学の先生。
外見は大きなキノコで、初登場時、りんたちに授業で使う大きなキノコだと思われた。
マッシュカフェの常連で朝来ている。
極度に興奮すると胞子をまき散らすが、そのたびに助手のめぐみさんが掃除機で吸引している。まためぐみさんは薬の名前を発表するとき、ドラムロールやラッパを吹いている。
口癖は「〜ッシュ」。
めぐみさんはしゃべらない。
アル先生
声 - 増田俊樹
闇魔法学の先生。アンチューサに惚れているが、本人からは煙たがられている様子。
フェアリルゴールことレン、フェアリルマージことソニア、ホッパー先生、カナリア先生、アンチューサとは同学年である。
自称「リトルフェアリル１の闇魔法使い」。
シィプ先生
声 - 楠田亜衣奈
ヒツジのフェアリル。魔法洋裁学の先生。
普段は優しいが、機嫌が悪くなる(レオン先生にケンカを売られたり、受講生に男の子がいなかったりしたとき)と若干だが口調が荒くなる。いつでも彼氏募集中。
ビッグヒューマルに留学していたころ、思いを込めて「手編みのセーター」、「手編みの靴下」、「手編みのマフラー」を作った。しかし授業内でレオン先生に「真夏に贈ったうえにペアルックで、自分では脱げないセーター」、「シィプ先生に向かって足が勝手に動く靴下」、「絶対にほどけない拘束させるマフラー」であり、重い女だからいつもフラれているとバラされる。
また、2期35話で失恋中に「どうしたら失恋できますか？」と質問してきたサンゴに八つ当たりでデトワルビジューを大量にたたきつけている。
レオン先生とは以前から仲が悪く、会うたびにケンカをしている。
ドン
声 ‐ 矢部雅史
ドングリのフェアリル。
くり
声 ‐ 矢部雅史
クリのフェアリル。
ピーコック先生
声 - 増田俊樹
クジャクのフェアリル。魔法美術学の先生。会話をするとき、自分の表情にあった絵を見せながら話す。
メガネティーチャー
声 - 鈴木裕斗
メガネザルのフェアリル。フェアリル歴史学の先生。自らの授業で生徒が難しさのあまり居眠りしてしまうことに悩んでいる。
ヴァン先生
声 - 小林裕介
ヴァンパイアのフェアリル。イタズラ学の先生。一年に一度ハロウィンの日に現れる。年に一度しか起きないため、ハロウィンの日にのみ結婚活動を行っている。魔法の鏡の力でフェアリルになったかれんに求婚するが、「トマトジュースが飲めない」という理由から断念している。
ドラ先生
声 - 堀江瞬
ドラゴンのフェアリル。星世界学の先生。本名は「ドラ・ドラコ・ツバーン・ラスタバ・エルタニ・アルディバイン3世」。
ウフ公爵
声 - 小林裕介
ネコのフェアリル。ネコ夫人の夫。普段は「ウッフッフッ」しか言ってない。
ハム先生
声 - 内田彩
ハムスターのフェアリル。魔法生物学の先生。
ガーデニア
声 - 南條愛乃
クチナシのフェアリル。2期第40話から登場。「フェアリルディーヴァ」という使命を持って、癒やす力がある歌、「再生の唄」を届けるのため世界中を飛び回っている。
かつて行方が知れなかったが、実はスイに捕まえられていた。世界中を回ってフェアリルディーヴァの役目を果たせないため、りっぷの夢に現れ、彼女を次のフェアリルディーヴァに指名した。
その後りっぷの「再生の唄」のおかげで弱っていた力を取り戻せたため、フェアリルディーヴァの務めを続けられるようになる。
リザード先生
声 - 能登麻美子
トカゲのフェアリル。魔法生物学飼育学の先生。「守る者」のゲッコー（声 - 増田俊樹）と一緒にいる。
チィプ&ヒメプ
声 - 内田彩&佐藤聡美
プードルのフェアリル。シィプ先生のペットである。
スターチス
声 - 堀江瞬
スターチスのフェアリル。礼儀が正しい。ガーデニアを守る役目をしている。
ガーデニアが行方不明の間にとても心配になった。りっぷがフェアリルディーヴァに指名されたと聞いたときは必死で反対したが、少しずつ彼女を認めた。
フェアリルグーガ
声 - 白井悠介
『リルリルフェアリル ひみつの図鑑』で登場。フェアリルツリーを生み出した闇の女王という設定である。
アニメでは第3期で登場。リトルフェアリルの見守る者である。本編冒頭のナレーションも務めている。
フェアリルセレネ
声 - 豊口めぐみ
『リルリルフェアリル ひみつの図鑑』で登場。フェアリルツリーを生み出した光の女王で、フェアリルツリーの上に落ちた彼女の涙が最初のフェアリルシードになったという設定である。
アニメでは第3期で登場。リトルフェアリルの見守る者である。
モグリル
小説『スピカと恋するケーキ』で登場。モグラのフェアリル。星を嫌っていたが、それは星が眩しく見えるが故にちゃんと見られないためであった。

#### その他のフェアリル
劇中で種族に関して明確な名言がされなかったフェアリルも含まれる。
ジャン・天本（ジャン・あまもと）
小説『スピカと恋するケーキ』にて登場。世界的に有名なパティシエで、めいを指導する。実はビッグヒューマルに帰化したフェアリルで、スピカとも知り合いである。

### 人間（ヒューマル）

#### 第1期・第2期
花村 望（はなむら のぞむ）
声 - 花江夏樹
第1期・第2期における人間側の主人公の男の子。フェアリル研究家を目指す中学1年生（12歳）（第2期では中2・13歳）。りっぷからは当初「大きい生き物」と呼ばれていた。リトルフェアリルの世界に行ったことがあるオーベロンというウサギを飼っている。学校では勉強も運動も出来る優等生であり、ピアノも得意。その完璧さと優しい性格から女の子からの人気は高い。
自ら誕生を目撃したりっぷに会いたがっており、第1期の終盤で紆余曲折を経て、りっぷとバディになった。以降りっぷとは強い絆で結ばれている。
第2期では中盤でフェアリル研究学を教えている学校へ海外留学をするという夢を持つようになる。終盤ではフェアリルディーヴァの座を継ぐことになったりっぷとのバディを一旦解消していたが、優斗やリラ達の説得を受けたことや以前からファンとして応援していたゆみりの正体がりっぷであると気づいたことでりっぷの本心に気付き、終盤でりっぷを救うためフェアリルへの転生を決心する（この際望は、記憶を失ってもりっぷを見つけて再びバディになる約束をしている。その後ガーデニアの復活に伴い撤回）。そして最終話で再びバディとなった。
第1期では本編後のミニコーナー「今日のフェアリル」でフェアリルの解説をしていた。
ドロップ
望のフェアリル姿で、第3期で登場。スノードロップのフラワーフェアリル。前2期の望とは同じ人ではない。
前2期の望と同様に誰にでも優しい性格で、りっぷもそんな彼に恋心を抱いていた。第8話でありすやレン達の協力によって恋人同士となり、以降は一緒にデートをしたり、りっぷに時々呼び捨てで呼ばれるようになるなど、より親密になっている。

花村 かれん（はなむら かれん）
声 - 能登麻美子
第2期より登場し、同期の人間側の準主人公的な存在。望の妹で小学3年生。得意科目は算数。望と同じくフェアリルが大好き。病気の治療のためにリラの家に近い病院に入院していたが、今は元気になり学校にも通っている。入院中に植物の種を拾い、それ以来励まされているような気がしたりフェアリルと一緒に遊ぶ夢を見るようになったため、お守りとしてずっと持っていた。実はフェアリルシードであったその種から誕生したりんとはすぐにバディとなり、とても仲良し。オープニングではフェアリルに変身するシーンが描かれていて、本編でも何度かフェアリルに変身している。将来の夢は作家であり、自分の物語を書きたい。
望に代わって第2期にて本編後のミニコーナー「今日のフェアリル」でフェアリルの解説を担当していた。
花村 リラ（はなむら リラ）
声 - 渡谷美帆
望とかれんの祖母であり、世界的に有名なフェアリル画家。普段はフランスに住んでおり、日本に別荘を持っている。望やかれんがフェアリルに興味を持つきっかけとなった存在。既に未亡人である。少女時代にレンと出会いバディになったが、レンがフェアリルゴールになるためにリトルフェアリルに戻ったため離れ離れになった。レンが初恋の相手。
ミオ
声 - 赤﨑千夏
望の幼馴染の女の子。人間側の主人公。気の強い性格で、望曰く昔は喧嘩が強かったらしい。望と違いフェアリルの存在を当初はあまり信じていなかったが、望のフェアリルは存在するという純粋な思いから今では望がフェアリルともう一度出会えるよう応援している。
風間 優斗（かざま ゆうと）
声 - 小林裕介、佐藤聡美（子供）
天才バイオリニストの高校生。花村リラの日本の別荘の近くに彼の親の別荘があり、幼少時はリラの別荘にも遊びに来ていた。フォルテという大型犬を飼っている。フェアリルを見ても驚かない数少ない人間だが、実は母親は羽根を落としヒューマルになったフェアリルであった。強気な性格で、りっぷとのバディを解消した望を叱責するなど、バディの責任を思う心も人一倍強い。
ジュリ
優斗のフェアリル姿で、第3期で登場。前2期の優斗とは同じ人ではない。
ローズとは恋人同士である。

風間 ジュリア（かざま ジュリア）
声 - 日高里菜
第2期第15話から登場（回想と写真で）の優斗の母。元々はフェアリルでローズと同じバラのフラワーフェアリルであったが、ヒューマルの男性と恋に落ち羽根を落として結婚した。その後息子の優斗を授かるが、既に他界している。フェアリルスクールの卒業生で、フェアリルマージやレオンも彼女のことを知っており、ピアニストを目指してビッグヒューマルに行ったとのこと。容姿はローズに似た雰囲気である。
青葉 ゆかり（あおば ゆかり）
声 - 高橋未奈美
花村リラの知り合いである、自分でデザインした服やアクセサリーを売る洋服屋の店主。リラの影響もあってフェアリルの存在を信じている。第50話ですみれのバディになった。
絵里（えり）
声 - 森永千才
望の家の近所に住む女の子で、望の母方の従妹にあたる。よく望の家に遊びに来ており、望やミオから妹のように可愛がられている。
望の影響からか彼女もフェアリルに会いたいと思っていた。第2期で望とかれんがフェアリルと日常的に交流を持っていることを知った。
楠木 ハルト（くすのき ハルト）
声 - 渡谷美帆
第42話から登場した少年。幼なじみのカノのことを気にかけてはいるが、泣かせてしまうこともしばしばある。人間界に飛ばされたダンテを見つけ、当初はカノに見せるためにダンテを金魚鉢に閉じ込めていた。事情を知ったダンテが協力を申し出たため解放してその後は仲良くなり、そして第51話でバディになった。
第2期では、かれんと同じ小学校に通うクラスメイトとなった。
桜庭 カノ（さくらば カノ）
声 - 久野美咲
第42話から登場。ハルトの幼なじみで、フェアリル好きな少女。人間界に飛ばされたひまわりと出会って友達になり、第51話でバディになった。
第2期では、かれんと同じ小学校に通うクラスメイトとなった。かれんが小学校で最初に出来た親友でもある。
海堂 るこ（かいどう るこ）
声 - 日高里菜
第43話から登場。ティーンに人気のモデルでもあり、実家のパン屋を手伝い少女でもある。2期第12話であこやとバディになった。
森野 しめじ（もりの しめじ）
声 - 久野美咲
第2期第18話から登場。「しめじカフェ」という喫茶店の店主。実はとても人見知り。マッシュシスターズの3人とバディになった。
藪下（やぶした）
声 - 白井悠介
第39話から登場。ゆみりのアイドルの才能を見つけた男性。第2期からゆみりのマネージャーになった。ゆみりに「アイドルは恋愛禁止」と忠告するが、望が彼女のアイドル活動の大きな支えとなる存在であることに気づいており、黙認状態となっている。
葛巻（くずまき）
声 - 鈴木裕斗
第2期第15話から登場。タレント。ゆみりをナンパしたことがある。
シオン
声 - 間島淳司
アンチューサのバディだった青年。アンチューサと恋人同士になるが、突然彼女の前から姿を消した。実は病で余命いくばくも無いことを医者に宣告され、アンチューサの元から去ることが彼女のためだと思っての行動だった。現在では故人であり、彼の墓はアンチューサの花畑に囲まれている。
第3期第15話で再び登場した。第1期と違い存命である。第1期と同様アンチューサが片想いしていた男性で、アンチューサが偶然シオンが他の女性と仲良く接しているのを見てしまったことで、アンチューサがヒューマルを信じられなくなる切っ掛けを作ってしまった。

#### 第3期
花園 ありす（はなぞの ありす）
声 - 岩井映美里
第3期の人間側の悩み多き主人公。桜の丘学園に通う中学1年生。人と話すことが苦手な転校生なので、友達がうまく作れなかった。姉のマリエは明るい優等生であり、自信がない自分と比べてしまうことも。偶然立ち寄った雑貨屋で魔法のペンデュラムと魔法の本を見つけ、手に取るとりっぷとスピカと出会い、リトルフェアリルへと導かれる。この出会いで人前と話せる勇気を身につけてから、以降はビッグヒューマルとリトルフェアリルを行き来し、魔法の本から出現するフェアリルカードを集めながら、自らも少しずつ成長していく。
クラスメイトの草野に、好意を抱いている。ニンジンが苦手であったが、キャロット達のおかげで克服した。
絵が上手で、後にフェアリルの絵本作家になるという夢を持つようになった。
花園 マリエ（はなぞの マリエ）
声 - 日高里菜
ありすの姉。学校では文武両道である故にみんなの憧れの優等生であり、生徒会に所属している友達も存在している。
花園 エマ（はなぞの エマ）
声 - 豊口めぐみ
ありすの母。
七海 なぎさ（ななみ なぎさ）
声 - 佐藤聡美
ありす転校後初めての友達。一度ありすと喧嘩したことがあるが、後に仲直りしている。同じ学校の先輩に好意を抱いている。第15話でありすからフェアリルの存在を聞かされる。
柚木 くるみ（ゆずき くるみ）
声 - 内田彩
ありす転校後初めての友達。第15話でなぎさと同様にありすからフェアリルの存在を聞かされる。
草野 光希（くさの みつき）
声 - 増田俊樹
ありすと同じ中学に通う少年。ありすは彼に好意を抱いている。

#### ポプラ社発刊の小説から登場
せいら
小説『スピカとまいごの流れ星』にて登場。家族に両親と弟のはやとがいる。バレリーナになる夢を持っていたが、家族のために我慢していた。後にスピカに論されて両親を説得し、バレエを習うことを許してもらう。『スピカと魔法のドレス』でも登場。
ゆうき
小説『スピカと魔法のドレス』にて登場。ファッションデザイナーになる夢を持っている。学芸会でせいらの着るバレリーナの衣装をデザインした。
めい
小説『スピカと恋するケーキ』にて登場。家がケーキ屋さんで、パティシエになる夢を持っている。幼馴染のしゅんに恋心を抱いている。
しゅん
小説『スピカと恋するケーキ』にて登場。めいの幼馴染でサッカー部でレギュラーを目指している。その体力作りのために甘いものを我慢していて、めいが作ったスイーツも拒否していたが、後にめいが作った野菜入りのケーキを喜んで受け取っている。
けい
小説『スピカとふしぎな子ねこ』にて登場。勉強嫌いの少女で、猫を飼っている。
ほのか
小説『スピカと冬の夜のきせき』にて登場。クリスマスの発表のトリに自分が選ばれたことで、まゆとの関係が悪化してしまう。
まゆ
小説『スピカと冬の夜のきせき』にて登場。ほのかの友人。

### 他作品からの登場人物
ルビー
声 - 齋藤彩夏
前番組『ジュエルペット』シリーズからのゲストキャラクター。第1期第47話と2期第19話に登場。
ジュエルランドの住人。1期でラブラとクリスマスパーティーのプレゼントを巡って魔法でケンカし、時空の彼方へ飛ばされてリトルフェアリルに着いた。最初に着いたところがりっぷの家の中で、すぐ仲良しとなる。別れ際にお礼として魔法でリトルフェアリルに雪を降らせようとするが、降ってきたのは大福であった。
第2期でりっぷとの再会を果たす。
ラブラ
声 - 沢城みゆき
前番組『ジュエルペット』シリーズからのゲストキャラクター。第1期第47話と第2期第19話に登場。
ジュエルランドの住人。1期でルビーとクリスマスパーティーのプレゼントを巡って魔法でケンカし、時空の彼方へ飛ばされてリトルフェアリルに着いた。最初に着いたところがビューチフォーアイランドで、そこで出会ったイケメンジョフェアリル達をこき使い振り回すなどしてたが、すぐ仲良しになる。イケメンジョダンスがお気に入り。
第2期ではりっぷ達を助けるため魔法の鏡でロボットに変身し、目からビームでアゲハ達を追い払った。
ガーネット
声 - 平野綾
前番組『ジュエルペット』シリーズからのゲストキャラクター。第2期第19話に登場。
ジュエルランドの住人。おしゃれ番長。
サフィー
声 - ささきのぞみ
前番組『ジュエルペット』シリーズからのゲストキャラクター。第2期第19話に登場。
ジュエルランドの住人。
エンジェラ
声 - 豊崎愛生
前番組『ジュエルペット』シリーズからのゲストキャラクター。第2期第19話に登場。
ジュエルランドの住人。フェアリルゴールに恋をする。

## テレビアニメ

### 概要

#### 第1期・第2期
第1期は『リルリルフェアリル〜妖精のドア〜』（リルリルフェアリル ようせいのドア）のタイトルで、2016年2月6日から2017年3月25日までテレビ東京系列にて放送された。
放送開始1週間前の1月30日には特別番組『ジュエルペット 夢とワクワクのスペシャルデー〜リルリルフェアリルってなに!?〜』を放送。
前番組『ジュエルペット マジカルチェンジ』に引き続きスタジオディーンが制作を担当、製作委員会の一部の参加企業も同作から続投しているほか、放送枠もジュエルペットシリーズ（第2期以降）から引き継いたが、2016年4月からは放送時間を10時00分 - 10時30分に変更してネットワークセールス枠に移行した。なお、同時に土曜9時30分枠もネットワークセールス枠に変更となった。
本編は基本的に1回2本立ての構成だが、話によっては1本立て構成となる。望によるナレーション（回によっては通常のアバンタイトルないしはアバンなし）→OP→提供クレジット→CM→Aパート→アイキャッチ→CM→Bパート→ED→望による今日のフェアリル紹介→CM→次回予告→提供クレジットの順番となる。字幕放送を実施。
2017年2月15日の公式ツイッターにて、第2期『リルリルフェアリル〜魔法の鏡〜』（リルリルフェアリル まほうのかがみ）が開始されることが発表され、2017年4月7日より2018年3月30日までテレビ東京系列にて放送。放送日時は金曜17時55分 - 18時25分に変更された。本編の構成は第1期と同様だが、アバンタイトルとフェアリル紹介のナレーションが望からかれんに変更された。また、フェアリル紹介の他にフェアリル関連の用語の紹介やかれんとりんでのフェアリル占い、花咲ゆみりがおたより紹介をする回もある。なお、この改編でテレビ東京の平日の17時55分から18時25分の枠が11年ぶりに完全にアニメ枠になったのと同時に、土曜10時台のアニメ枠が一時的に消滅したが、2019年4月6日の『けだまのゴンじろー』開始で復活している。

#### 第3期
『おしえて魔法（まほう）のペンデュラム～リルリルフェアリル～』というタイトルで2018年7月7日より2019年1月5日までキッズステーションほかにて放送された。
今作の世界観は第1期・第2期とは異なっており、正規のフェアリルとして登場している望（ドロップとして登場）と優斗（ジュリとして登場）および、存命のヒューマルとなったシオンが、りっぷ、ローズ、アンチューサの恋人として登場していること以外、前2期との繋がりは無い。りっぷ達主要フェアリルの衣装も変更されている他、スピカがレギュラーキャラに加わった。内容も前2期がフェアリルの成長物語だったのに対し、今作は年頃の主人公の悩みを解決していくことを主体とする。
地上波放送は第2期の後番組に『イナズマイレブン アレスの天秤』が放送されることが急遽決まったことによりテレビ東京系列内での放送枠確保が出来なかったため、テレビ東京系列の放送枠から外れてTOKYO MXのみとなった。これによって2005年放送の『おねがいマイメロディ』以降13年間続いてきたテレビ東京系列(『ジュエルペット』第1シリーズまでテレビ大阪発・「てぃんくる☆」からテレビ東京発)でのサンリオキャラクターの主演テレビアニメシリーズ枠は一旦廃枠となり、2020年4月に『ミュークルドリーミー』が放送開始されるまで中断されることになった。
CS主体での放送になったこともありセガトイズの公式YouTubeアカウントでの最新回配信を行うなど、インターネット配信は旧作と比べ配信サイトを拡大している。
1話ごとの放映時間も15分とそれまでのシリーズより縮小されており、放送期間も2クール26話と過去のシリーズより短い。作画担当となるスタジオ（制作協力）でも、2DCG（従来のデジタルアニメ）と3DCG（トゥーンレンダリング、ならびにモーフィングアニメーション）による描写を混在して制作しており、エピソードによっては前者、または後者の作画がほとんどを占めることがある。
主力の関連商品として、鏡リュウジ監修による占いをテーマとした玩具『リルリルフェアリル おしえて魔法のペンデュラム』が2018年9月27日に発売された。

### あらすじ
第1期
フェアリルの研究家を目指す少年、花村望は、ある日、偶然フェアリルのりっぷの誕生を目撃する。りっぷはすみれやひまわり、ローズなど様々な仲間と出会いつつ、セイントフェアリルスクールで様々なことを学んでいく。
第2期
望の妹、花村かれんが持っていたフェアリルシードから新たなフェアリル、りんが誕生した。かれんはりんと意気投合し、すぐバディとなった。こうしてりんとかれん、望とりっぷ達の新たな物語が始まった。
第3期
人前で話すことの出来ない少女、花園ありすは、ある日、奇妙な雑貨店で魔法の本と魔法のペンデュラムを手に入れる。すると、魔法の本からりっぷとスピカが現れ、ありすはりっぷ達によってあれよあれよという間に本の中へ連れて行かれ、フェアリルたちの住まうリトルフェアリルに到着した。様々なフェアリルと触れ合うことで、人前で話す勇気を持つようになり、以降も解決が難しい悩みをフェアリル達との交流を通じて解決していき、ありすは少しずつ成長していく。

### スタッフ
|                              | 第1期 | 第2期 | 第3期                                                            |
| ---------------------------- | --- | --- | ---------------------------------------------------------------- |
| 原作                         | サンリオ・セガトイズ                                                                                     | サンリオ・セガトイズ                                                                                     | サンリオ・セガトイズ                                             |
| 監督                         | 五城桜                                                                                                   | 五城桜                                                                                                   | 前田地生                                                         |
| 監督                         | 今中菜々（第3期は監修）                                                                                  | |                                                                  |
| シリーズ構成                 | 松井亜弥                                                                                                 | 面出明美                                                                                                 | 面出明美                                                         |
| キャラクターデザイン         | 山口仁七                                                                                                 | 山口仁七                                                                                                 | 山口仁七                                                         |
| サブキャラクターデザイン     | 黒川あゆみ、亀谷響子                                                                                     | 黒川あゆみ、亀谷響子                                                                                     | ぬるてま                                                         |
| サブキャラクターデザイン     | 小野可奈子                                                                                               | | ぬるてま                                                         |
| プロップデザイン             | 黒川あゆみ                                                                                               | |                                                                  |
| オリジナルデザイナー         | | 瀬谷愛                                                                                                   | 瀬谷愛                                                           |
| 美術監督                     | 西倉力                                                                                                   | 西倉力                                                                                                   | 西倉力                                                           |
| 色彩設計                     | 桂木今里                                                                                                 | 桂木今里                                                                                                 | 松本真司                                                         |
| 撮影監督                     | 川口正幸                                                                                                 | 川口正幸                                                                                                 |                                                                  |
| 3D監督                       | 浜村敏郎                                                                                                 | 浜村敏郎                                                                                                 |                                                                  |
| 編集                         | 松村正宏                                                                                                 | 松村正宏                                                                                                 |                                                                  |
| 音響監督                     | 山本浩司                                                                                                 | 山本浩司                                                                                                 | 山本浩司                                                         |
| 音楽                         | 鶴崎輝一、岩崎隆一                                                                                       | 鶴崎輝一、岩崎隆一                                                                                       | ゆうゆ 大門瞬                                                    |
| 音楽                         | 池嵜拳（1 - 33話）                                                                                       | | ゆうゆ 大門瞬                                                    |
| 音楽制作                     | ドライブ                                                                                                 | ドライブ                                                                                                 | インクストゥエンター                                             |
| プロデューサー               | 吉野文（1期1 - 23話）→梅津智史（1期24話 - 2期51話）                                                      | 吉野文（1期1 - 23話）→梅津智史（1期24話 - 2期51話）                                                      | 藤田知美、坂本直紀、竹枝義典                                     |
| プロデューサー               | 宮崎奈緒子                                                                                               | |                                                                  |
| プロデューサー               | 大野亮介（1期1 - 23話）→梶原剛（1期24話 - 3期26話）                                                      | |                                                                  |
| アニメーションプロデューサー | 市岡大輔                                                                                                 | 市岡大輔                                                                                                 | 佐久間智紀                                                       |
| アニメーション制作           | スタジオディーン                                                                                         | スタジオディーン                                                                                         | スタジオディーン                                                 |
| 製作                         | テレビ東京 テレビ東京メディアネット                                                                      | テレビ東京 テレビ東京メディアネット                                                                      | 「おしえて魔法のペンデュラム ～リルリルフェアリル～」 製作委員会 |
| リルリルフェアリル製作委員会 | エー・ティー・エックス、サンリオ、スタジオディーン セガトイズ、創通、テレビ大阪 テレビ東京メディアネット | エー・ティー・エックス、サンリオ、スタジオディーン セガトイズ、創通、テレビ大阪 テレビ東京メディアネット | （非公表）                                                       |
| リルリルフェアリル製作委員会 | ダックスプロダクション                                                                                   | 叶音 | （非公表）                                                       |

### 主題歌・挿入歌

#### 第1期
オープニングテーマ
『Brand New Days』（EMI Records Japan / ユニバーサル ミュージック）
作詞 - Shoko Fujibayashi / 作曲・編曲 - Beom&Nang / 歌 - Apink
第9話よりオープニング映像と冒頭のナレーションが一新された。
TVバージョンではサビのスキャット部分がタイトルコールになっている（CD版ではタイトルコールになっていない）。

エンディングテーマ
『key of life』（ユニバーサル シグマ / ユニバーサル ミュージック）（第1話 - 第15話）
作詞 - 原田茂幸・jam / 作曲 - 原田茂幸 / 編曲 - 原田茂幸・湯浅篤 / 歌 - Shiggy Jr.
『ケラケラあっちむいてホイ!』（UNIVERSAL SIGMA）（第16話 - 第33話）
作詞 - ふるっぺ・森さん・Litz / 作曲 - ふるっぺ / 編曲 - 賀佐泰洋 / 歌 - ケラケラ
『りるりるわんだふるがーる!』（マーベラス）（第34話 - 第59話）
作詞 - こだまさおり / 作曲・編曲 - 石塚玲依 / 歌 - フラワーフェアリルズ(りっぷ(花守ゆみり)、すみれ(日高里菜)、ひまわり(内田彩)、ローズ(楠田亜衣奈))

挿入歌
『夢のとびら 〜届けリルリルフェアリル〜』（第30話）
作詞・作曲 - 鶴﨑輝一 / 歌 - りっぷ/花咲ゆみり(花守ゆみり)
エンディングにクレジットがあるのは初出の第30話のみだが、以降も複数話で劇中歌として使用されている。
第2期最終回でエンディングテーマとして使用された。
『 セイントフェアリルスクール校歌 』(第38話 - 59話）

#### 第2期
オープニングテーマ
『ぱぴぷぺPON!』（EMI Records）（第1話 - 第38話）
作詞 - 藤林聖子 / 作曲 - 伊藤賢 / 歌 - Apink
『さくら咲く青い春』（EMI Records）（第39話 - 第51話）
作詞・作曲 - あいにゃん / 編曲 - クボナオキ / 歌 - SILENT SIREN
アルバム『GIRLS POWER』に収録。

エンディングテーマ
『お願いロジー（リルリルフェアリルVer.）』（シブヤテレビジョン）（第1話 - 第26話）
作詞・作曲・編曲 - たむらぱん / 歌 - Q-pitch
アルバム『Q-pitchでGO!!』に収録。なお、ライナーノートに本作品の絵が使われているため、サンリオの規定により販売は日本国内に限定されている。
『フェアリースマイル』（シブヤテレビジョン）（第27話 - 第50話）
作詞・作曲・編曲 - たむらぱん / 歌 - Q-pitch
配信限定。
第51話で挿入歌として使用された。

挿入歌
『再生の唄』（第40話）
作詞・作曲・編曲 - 不明 / 歌 - りっぷ/花咲ゆみり(花守ゆみり)、ガーデニア(南條愛乃)
初出では第40話だが、以降も複数話で劇中歌として使用されている。
エンディング内ではノンクレジット。
りっぷとガーデニアの各自のソロバージョンと、二人の合唱バージョンがある。

#### 第3期
オープニングテーマ
『おしえて魔法のペンデュラム』
作詞・作曲・編曲 - ゆうゆ / 歌 - りっぷ(花守ゆみり)＆スピカ(小澤亜李)

エンディングテーマ
『“好き”のカタチ』
作詞・作曲・編曲 - ゆうゆ / 歌 - りっぷ(花守ゆみり)

### 放送局
| 放送期間                                             | 放送時間                              | 放送局             | 放送地域       | 放送系列       | 備考                                                       |
| 第1期                                                | 第1期                                 | 第1期              | 第1期          | 第1期          | 第1期                                                      |
| ---------------------------------------------------- | ------------------------------------- | ------------------ | -------------- | -------------- | ---------------------------------------------------------- |
| 2016年2月6日 - 3月26日 2016年4月2日 - 2017年3月25日  | 土曜 7:00 - 7:30 土曜 10:00 - 10:30   | テレビ大阪         | 大阪府         | テレビ東京系列 | 製作委員会参加/ 字幕放送                                   |
| 2016年2月6日 - 3月26日 2016年4月2日 - 2017年3月25日  | 土曜 9:30 - 10:00 土曜 10:00 - 10:30  | テレビ東京         | 関東広域圏     | テレビ東京系列 | 製作局 / 字幕放送                                          |
| 2016年2月7日 - 3月27日 2016年4月2日 - 2017年3月25日  | 日曜 7:00 - 7:30 土曜 10:00 - 10:30   | テレビ北海道       | 北海道         | テレビ東京系列 | 第9話より字幕放送 2016年4月以降はキー局 同時ネットに移行。 |
| 2016年2月7日 - 3月27日 2016年4月2日 - 2017年3月25日  | 日曜 7:00 - 7:30 土曜 10:00 - 10:30   | テレビ愛知         | 愛知県         | テレビ東京系列 | 第9話より字幕放送 2016年4月以降はキー局 同時ネットに移行。 |
| 2016年2月7日 - 3月27日 2016年4月2日 - 2017年3月25日  | 日曜 7:00 - 7:30 土曜 10:00 - 10:30   | テレビせとうち     | 岡山県・香川県 | テレビ東京系列 | 第9話より字幕放送 2016年4月以降はキー局 同時ネットに移行。 |
| 2016年2月7日 - 3月27日 2016年4月2日 - 2017年3月25日  | 日曜 7:00 - 7:30 土曜 10:00 - 10:30   | TVQ九州放送        | 福岡県         | テレビ東京系列 | 第9話より字幕放送 2016年4月以降はキー局 同時ネットに移行。 |
| 2016年4月9日 - 9月24日 2016年10月4日 - 2017年5月23日 | 土曜 21:30 - 22:00 火曜 21:30 - 22:00 | AT-X               | 日本全域       | CS放送         | 製作委員会参加 リピート放送あり                            |
| 2016年4月20日 - 2017年5月31日                        | 水曜 7:30 - 8:00                      | テレビ和歌山       | 和歌山県       | 独立局         |                                                            |
| 第2期                                                |                                       |                    |                |                |                                                            |
| 2017年4月7日 - 2018年3月30日                         | 金曜 17:55 - 18:25                    | テレビ東京         | 関東広域圏     | テレビ東京系列 | 製作局                                                     |
| 2017年4月7日 - 2018年3月30日                         | 金曜 17:55 - 18:25                    | テレビ北海道       | 北海道         | テレビ東京系列 |                                                            |
| 2017年4月7日 - 2018年3月30日                         | 金曜 17:55 - 18:25                    | テレビ愛知         | 愛知県         | テレビ東京系列 |                                                            |
| 2017年4月7日 - 2018年3月30日                         | 金曜 17:55 - 18:25                    | テレビ大阪         | 大阪府         | テレビ東京系列 | 製作委員会参加                                             |
| 2017年4月7日 - 2018年3月30日                         | 金曜 17:55 - 18:25                    | テレビせとうち     | 岡山県・香川県 | テレビ東京系列 |                                                            |
| 2017年4月7日 - 2018年3月30日                         | 金曜 17:55 - 18:25                    | TVQ九州放送        | 福岡県         | テレビ東京系列 |                                                            |
| 2017年5月30日 - 6月27日 2017年7月4日 - 2018年5月15日 | 火曜 21:30 - 22:00 火曜 19:00 - 19:30 | AT-X               | 日本全域       | CS放送         | 製作委員会参加 リピート放送あり                            |
| 2017年6月7日 - 2018年5月30日                         | 水曜 7:30 - 8:00                      | テレビ和歌山       | 和歌山県       | 独立局         |                                                            |
| 第3期                                                |                                       |                    |                |                |                                                            |
| 2018年7月7日 - 2019年1月5日                          | 土曜 8:15 - 8:30                      | キッズステーション | 日本全域       | CS放送         | [ 23 ]                                                     |
| 2018年7月8日 - 2019年1月6日                          | 日曜 6:00 - 6:15                      | アニマックス       | 日本全域       | BS/CS放送      | [ 24 ]                                                     |
| 2018年7月15日 - 2019年1月13日                        | 日曜 7:00 - 7:15                      | TOKYO MX           | 東京都         | 独立局         |                                                            |
| 上記3局はいずれも本放送終了後に再放送を実施。        |                                       |                    |                |                |                                                            |

| 配信期間                                               | 配信時間        | 配信サイト                                                 |
| ------------------------------------------------------ | --------------- | ---------------------------------------------------------- |
| 2017年4月7日 -                                         | 18:25 配信開始  | Youtube（第1話）                                           |
| 2017年4月29日 -                                        | 土曜 12:00 更新 | J:COMオンデマンド Video Market TSUTAYA TV Happy動画 [ 29 ] |
| 第1話常設無料、第2話目以降は配信開始後一週間無料後有料 |                 |                                                            |

| 配信期間                                               | 配信時間       | 配信サイト                                                          |
| ------------------------------------------------------ | -------------- | ------------------------------------------------------------------- |
| 2018年7月12日 -                                        | 18:00 配信開始 | Youtube（サンリオ）（第1話）                                        |
| 2018年7月18日 -                                        | 日曜 7:30 更新 | Youtube（セガトイズチャンネル）                                     |
| 2018年7月29日 -                                        | 日曜 7:00 更新 | あにてれ Video Market DMM.com ニコニコ動画 （ ニコニコチャンネル ） |
| 2018年8月5日 -                                         |                | J:COMオンデマンド GYAO!                                             |
| 2018年10月8日 -                                        | 月曜日更新     | U-NEXT [ 34 ]                                                       |
| 第1話常設無料、第2話目以降は配信開始後一週間無料後有料 |                |                                                                     |

### 日本国外での放送
時間帯は全て現地時間。
韓国
2017年5月22日から2018年2月6日ディズニーチャンネルにて、『숲의 요정 페어리루: 마법의 문』(第1期；直訳は「森の妖精フェアリル：魔法の扉」）のタイトルで毎週月曜、火曜の18時00分から放送。
2018年5月26日から12月29日ディズニーチャンネルにて、『숲의 요정 페어리루: 마법의 거울』(第2期；直訳は「森の妖精フェアリル：魔法の鏡」）のタイトルで毎週土曜の15時00分から放送。
2019年2月9日から5月18日ディズニーチャンネルにて、『숲의 요정 페어리루: 마법의 펜듈럼』(第3期；直訳は「森の妖精フェアリル：魔法のペンデュラム」）のタイトルで毎週土曜の15時00分から放送。
香港
2017年9月20日から2018年4月11日無綫電視翡翠台にて、『花漾精靈』（第1期；直訳は「花のような妖精」）のタイトルで毎週火曜、水曜の17時20分-17時50分に放送。広東語 & 日本語二ヶ国語放送、繁体字字幕あり。
2019年7月10日から2020年1月15日無綫電視翡翠台にて、第2期が第1期のタイトルのままで毎週火曜、水曜の17時20分-17時50分に放送。広東語 & 日本語二ヶ国語放送、繁体字字幕あり。
2021年2月23日から4月7日無綫電視翡翠台にて、第3期が第1期と第2期のタイトルのままで毎週火曜、水曜の17時20分-17時50分に放送。広東語 & 日本語二ヶ国語放送、繁体字字幕あり。2話ずつ放送。

### 関連商品

#### CD
オープニングテーマ「Brand New Days」
発売日：2016年3月23日
通常版の他、限定版AはCD+DVD+ペンポーチ、限定版BはCD+DVD、限定版Cはピクチャーレーベル仕様で同時発売。
通常版、限定版と共にトレーディングカード全7種の内1種をランダム封入
エンディングテーマ「key of life」(シングルCD「恋したらベイベー-EP」内に収録)
発売日：2016年5月25日
通常版の他、限定版A、BともCD+DVD同梱で同時発売
エンディングテーマ「ケラケラあっちむいてホイ!」
発売日：2016年7月6日
通常版とCD+DVD同梱の限定版同時発売。
エンディングテーマ「りるりるわんだふるがーる!」
発売日：2016年10月26日

#### DVD
レンタル限定。第1期は全15巻、第2期は全13巻。OPは全ての巻で収録されていない。第1期の初～中期の巻ではEDも収録されていない。

#### 書籍
小学館
リルリルフェアリル〜妖精のドア〜 (知育ちがいさがしブック)
発売日：2016年7月6日
ISBN 978-4-09-726666-2
リルリルフェアリル〜妖精のドア〜 (アニメ超ひゃっか)
発売日：2016年7月6日
ISBN 978-4-09-750320-0
リルリルフェアリル〜妖精のドア〜 シールブック (まるごとシールブックDX)
発売日：2016年9月14日
ISBN 978-4-09-735548-9
リルリルフェアリル キラキラおあそびブック（小学館のテレビ絵本）
フェアリルドールの実写とCGを織り交ぜた内容となっている。
発売日：2017年03月17日
ISBN 978-4-09-116436-0
リルリルフェアリル〜妖精りっぷのたんじょう〜（ちゃおノベルズ、文：坊野五月、イラスト：咲坂芽亜）
発売日：2017年4月25日
ISBN 978-4-09-289579-9
リルリルフェアリル ようせいずかん（ぷっちぐみベスト!!）
発売日：2017年7月12日
ISBN 978-4-09-280513-2

#### その他の商品
※簡易玩具商品は割愛する、一部の商品はサンリオの販売規制により日本国内限定販売も含む
セガトイズ
リルリルフェアリル フェアリル大図鑑
発売日：2016年4月6日
リルリルフェアリル フェアリルカメラ パールピンク・パールホワイト(2種類)
発売日：2016年4月28日
リルリルフェアリル フェアリルドール りっぷ・すみれ・ひまわり・ローズ・りん
発売日：2016年7月21日(ローズ 2016年10月27日発売・りん 2017年7月27日発売)
フェアリルドール用着せ替えドレス
発売日：2016年10月27日
- ぽわぽわ犬のもこもこパジャマ FOD-01
- 聖フェアリルスクールユニフォーム FOD-02
- マッシュカフェのエプロンドレス FOD-03
- フェアリルレインコート FOD-04
- ふわふわシフォンワンピース FOD-05
- シューティングスターアイドル FOD-06

リルリルフェアリル フェアリルデザイナー
発売日：2016年9月15日
リルリルフェアリル フェアリルパッド
発売日：2016年10月27日
リルリルフェアリル フェアリルハウス
発売日：2016年10月27日
リルリルフェアリル フェアリル魔法の鏡
発売日：2017年7月27日
リルリルフェアリル フェアリルキーステッキ りっぷ・すみれ・ひまわり・ローズ・りん
発売日：2017年7月27日
リルリルフェアリル ミニコレフィギュア りっぷ・すみれ・ひまわり・ローズ・あこや・りん
発売日：2017年7月27日
ミニコレハウス フラワーハウス・マッシュカフェ
発売日：2017年7月27日
リルリルフェアリル おしえて魔法のペンデュラム
発売日：2018年9月27日
おしえてフェアリルカード キャラクターカードセット
発売日：2018年9月27日

ショウワノート
ぬりえ、うつしえ、おりがみ、じゆうちょう、かたかき鉛筆、ちよかみ、したじき
発売日：2016年6月発売
すごろくふくわらい、かるた
発売日：2016年10月中旬発売

エンスカイ
ジグソーパズル
発売日：2016年7月24日
300ピースと108ラージ(300ピースサイズ)ピースの2種類

バンダイ
ライトトレーナー、おどる光るパジャマ、変身マント、変身ドレス ワンピースなど
| テレビ大阪 土曜 7:00 - 7:30                                              | テレビ大阪 土曜 7:00 - 7:30                                                                                | テレビ大阪 土曜 7:00 - 7:30                                                                                      |
| 前番組                                                                   | 番組名 | 次番組 |
| ------------------------------------------------------------------------ | --- | --- |
| ジュエルペット マジカルチェンジ （2015年4月4日 - 12月26日）              | リルリルフェアリル〜妖精のドア〜（第1話 - 第8話） （2016年2月6日 - 3月26日）                               | - |
| テレビ東京 土曜 9:30 - 10:00                                             | | |
| ジュエルペット マジカルチェンジ （2015年4月4日 - 12月26日）              | リルリルフェアリル〜妖精のドア〜（第1話 - 第8話） （2016年2月6日 - 3月26日） - ※ここまでローカルセールス枠 | レゴ ニンジャゴー （2016年4月2日 - 6月4日） - ※ここから『レゴタイム』枠 - ※ここからテレビ東京系列全6局同時ネット |
| テレビ東京系列 土曜 10:00 - 10:30                                        | | |
| 妖怪ウォッチ もんげーセレクションズラ! （2015年10月3日 - 2016年3月26日） | リルリルフェアリル〜妖精のドア〜（第9話 - 第59話） （2016年4月2日 - 2017年3月25日） - ※ここまでアニメ枠    | 特捜警察ジャンポリス （2017年4月1日 - 2019年3月30日）                                                            |
| テレビ東京系列 金曜 17:55 - 18:25                                        | | |
| 特捜警察ジャンポリス （2016年4月8日 - 2017年3月31日）                    | リルリルフェアリル〜魔法の鏡〜 （2017年4月7日 - 2018年3月30日） - ※ここからアニメ枠                        | イナズマイレブン アレスの天秤 （2018年4月6日 - 9月28日）                                                         |

## テーマパーク
サンリオピューロランドやハーモニーランドにて、他のサンリオキャラクターと共にフェアリルのライブキャラクターが登場している。

### サンリオピューロランド
りっぷ、ひまわり、すみれ、ローズ、りん、スピカがグリーティングやショー等に登場。
2016年8月より2020年2月までテレビアニメの世界観に沿って作られた参加型ショー「リルリルフェアリル大行進〜リトルフェアリルへようこそ〜」が知恵の木ステージにて1日1回上演されており、りっぷ、ひまわり、すみれ、ローズが出演。いずれも声優はアニメ版と同一である。また、フェアリルゴールやぼっくり先生も映像で出演しており、ステージではりっぷ達の他にピューロランドのエンターテイナーが演じるオリジナルキャラクター「執事フェアリル」や「メイドフェアリル」も出演。
2020年7月以降はグリーティングのみ継続していたが、2024年3月を以て終了し、本作のキャラクター全員（りっぷ、ひまわり、すみれ、ローズ、りん、スピカ）がサンリオピューロランドから「おでかけ」（引退）する。

### ハーモニーランド
りっぷとすみれがグリーティング等に登場。

## サンリオキャラクター大賞の順位
- 2024年サンリオキャラクター大賞58位
- 2023年サンリオキャラクター大賞55位

## ゲーム

### 家庭用ゲーム
リルリルフェアリル キラキラ☆はじめてのフェアリルマジック♪
2016年11月10日にフリューより発売されたニンテンドー3DSソフト。

### アーケードゲーム
リルリルフェアリルとジュエルペットの魔法のエプロン
2010年7月より稼動していたエクサムのトレーディングカードアーケードゲーム『ハローキティとまほうのエプロン』では『キラキラ魔法の宝石箱』、『ジュエルペットと魔法のエプロン』が稼動を終了した2016年4月の新第2弾よりジュエルペットとリルリルフェアリルのキャラクターが登場するようになり、全カードがジュエルペットとリルリルフェアリル関係（アニメに登場したジュエルペット側の人間キャラクターを含む）となっている。2017年8月31日にゲーム稼働終了。

## 書籍

### 小説
いずれもポプラ社より刊行。アニメ版と違いスピカを主役としている。
リルリルフェアリル トゥインクル スピカとまいごの流れ星
面出明美（著）、サンリオ リルリルフェアリルデザイナー (イラスト)
発売日 2017年3月1日
ISBN 978-4-59-115260-7
リルリルフェアリル トゥインクル スピカと魔法のドレス
中瀬理香 (著)、瀬谷愛 (イラスト)
発売日 2017年10月19日
ISBN 978-4-59-115591-2
リルリルフェアリル トゥインクル スピカと恋するケーキ
中瀬理香 (著)、瀬谷愛 (イラスト)
発売日 2018年7月5日
ISBN 978-4-59-115907-1
リルリルフェアリル トゥインクル スピカとふしぎな子ねこ
中瀬理香 (著)、瀬谷愛 (イラスト)
発売日 2019年3月7日
ISBN 978-4-59-116221-7
リルリルフェアリル トゥインクル スピカと冬の夜のきせき
中瀬理香 (著)、瀬谷愛 (イラスト)
発売日 2019年11月8日
ISBN 978-4-59-116415-0

### その他の本
ポプラ社
リルリルフェアリル ひみつの図鑑
瀬谷愛 (イラスト、文)、中瀬理恵（フェアリルストーリー）
発売日 2018年1月26日
ISBN 978-4-59-115674-2
リルリルフェアリル ようせいたちのぬりえデザインブック100
瀬谷愛 (イラスト)
発売日 2019年2月7日
ISBN 978-4-59-116117-3

サンリオ
リルリルフェアリルのシールあそび
発売日 2016年8月1日
ISBN 978-4-38-716040-3
リルリルフェアリル はってはがせるシールえほん フェアリルドリーム
発売日 2016年9月1日
ISBN 978-4-38-716050-2
リルリルフェアリル ハピネル手帳
発売日　2016年12月1日
ISBN 978-4-38-716072-4
リルリルフェアリル フェアリルみーつけた
発売日 2017年1月1日
ISBN 978-4-38-717001-3
KADOKAWA
リルリルフェアリル みんなでパーティ (サンリオキャラクターえほん)
発売日  2016年9月8日
ISBN 978-4-04-892304-0